# Douai
Pour les articles homonymes, voir Douai (homonymie).
Pour l’article ayant un titre homophone, voir Douet.
Cet article possède des paronymes, voir Douhet, Rue de Douai et rue de Douai (Lille).
Douai est une commune française située dans le département du Nord en région Hauts-de-France, plus précisément dans le sud de la Flandre romane. Au cours de son histoire, elle a appartenu successivement au royaume de France, aux Pays-Bas espagnols et aux Pays-Bas méridionaux (en latin Belgica Regia).
Avec Lille et les cités de l'ancien bassin minier du Nord-Pas-de-Calais, elle forme un ensemble métropolitain de près de 3,8 millions d'habitants, appelé « aire métropolitaine de Lille ». Avec Lens, elle forme l'Unité urbaine Douai-Lens, forte de 505 839 habitants selon les recensements de population au 1er janvier 2021, la dixième agglomération française par le nombre d'habitants, derrière Paris, Lyon, Marseille, Toulouse, Lille, Bordeaux, Nice, Nantes et Toulon.
Les habitants de Douai sont les Douaisiens. La région s'appelle le Douaisis.

## Géographie

### Localisation

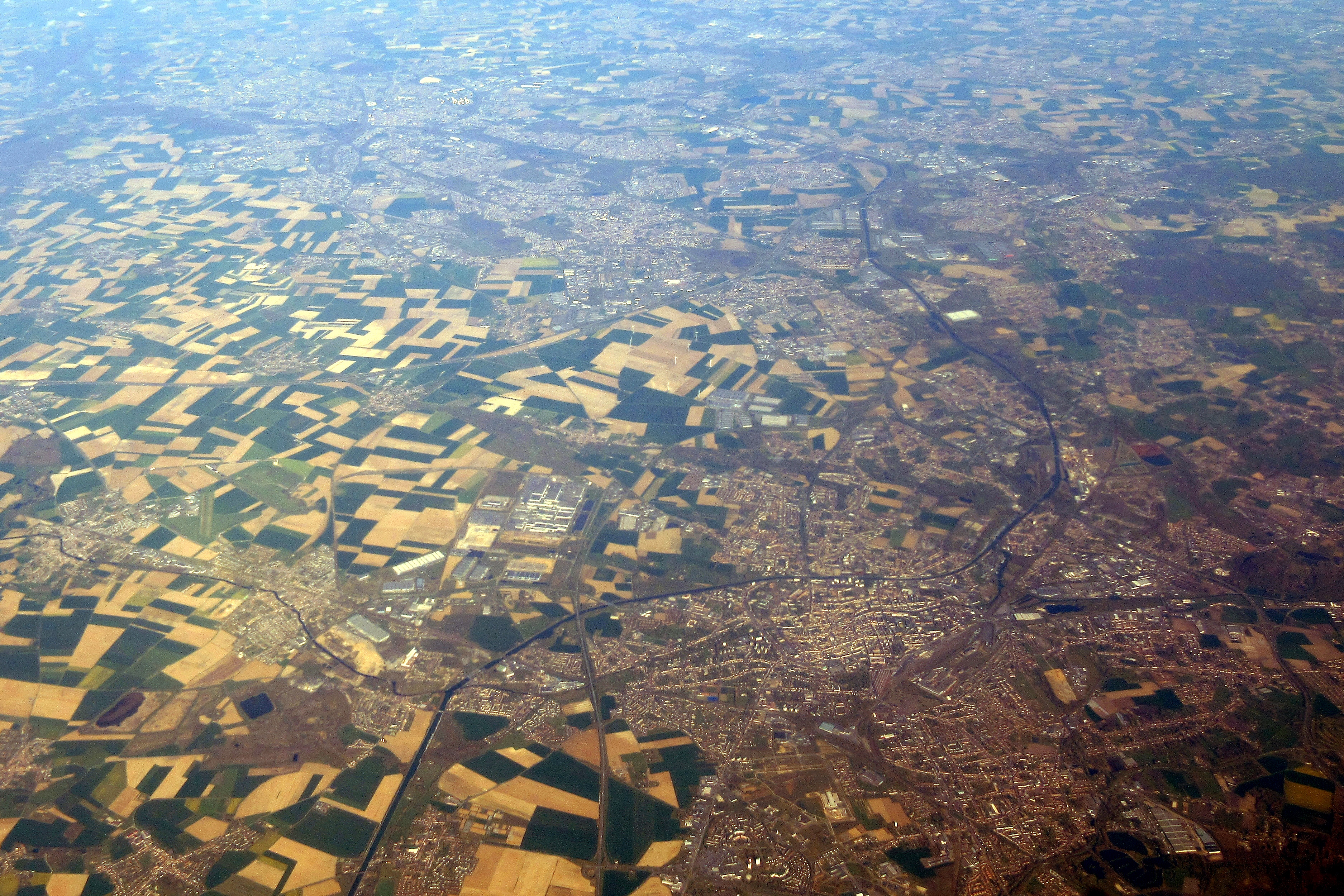
Vue aérienne de Douai.

La ville de Douai est très proche de grandes capitales européennes comme Bruxelles (à 140 km et à 1 h 40 min de trajet), Paris (à 190 km, reliée en un peu plus d'une heure en TGV) ou Londres (à 290 km). La ville est située à 38 km de Lille (19 minutes de trajet en train, 35 minutes en voiture) entre Arras, Cambrai et Valenciennes.
Douai est la ville la plus méridionale de Flandre, à la limite avec l'Artois.
Les axes de communication sont nombreux à Douai et font d'elle une ville carrefour. La gare de Douai occupe une place importante dans cette organisation. La ville est aussi un maillon du réseau de bus EVEOLE (totalement gratuit) et le réseau de transport urbain (SMTD).

### Communes limitrophes
Les communes limitrophes sont Roost-Warendin, Sin-le-Noble, Waziers, Anhiers, Cuincy, Flers-en-Escrebieux, Lallaing, Lambres-lez-Douai, Lauwin-Planque et Râches.

### Hydrographie

#### Réseau hydrographique
La commune est située dans le bassin Artois-Picardie. Elle est drainée par la Scarpe canalisée, le canal de la Deûle, la dérivation de la Scarpe, l'Escrebieux, le Collecteur du Chemin Vert, le Courant de l'Enfant Jesus, la dérivation de la Raches, la Traitoire de Sin, le canal de Jonction à Douai du Conf Scarpe canalisée à dérivation de la Scarpe, la Cunette ou Scarpe, le Godion Inverse, le Lambres-lez-Douai et divers autres petits cours d'eau,.
La Scarpe, canalisée en 1820, traverse le centre de Douai. Ce canal au gabarit étroit est doublé par un canal de dérivation ouvert en 1895 qui passe à l'ouest des boulevards de ceinture de la ville ancienne (emplacement des anciennes fortifications). Ce canal de dérivation est devenu un élément de la liaison à grand gabarit Dunkerque-Escaut aménagée vers 1960. Il relie le confluent du canal de la Sensée (autre partie de la liaison à grand gabarit) avec le canal de la Scarpe supérieure (à petit gabarit) à Corbehem au sud de l'agglomération, au confluent du canal de la Deûle (également partie du canal à grand gabarit) avec le canal de la Scarpe inférieure à Flers-en-Escrebieux au nord. La Scarpe inférieure canalisée à gabarit Freycinet, longée sur sa rive droite par une voie verte, est un affluent de l'Escaut, le confluent étant situé à Mortagne-du-Nord.
Un port pour la batellerie se trouve à Dorignies au nord de Douai.
Le canal de la Deûle est un canal, chenal navigable, d'une longueur de 59 km, prend sa source dans la commune  et se jette  dans la Lys à Deûlémont, après avoir traversé 40 communes.

L'Escrebieux, d'une longueur de 12 km, prend sa source dans la commune de Izel-lès-Équerchin et se jette  dans le canal de la Deûle à Flers-en-Escrebieux, après avoir traversé sept communes.

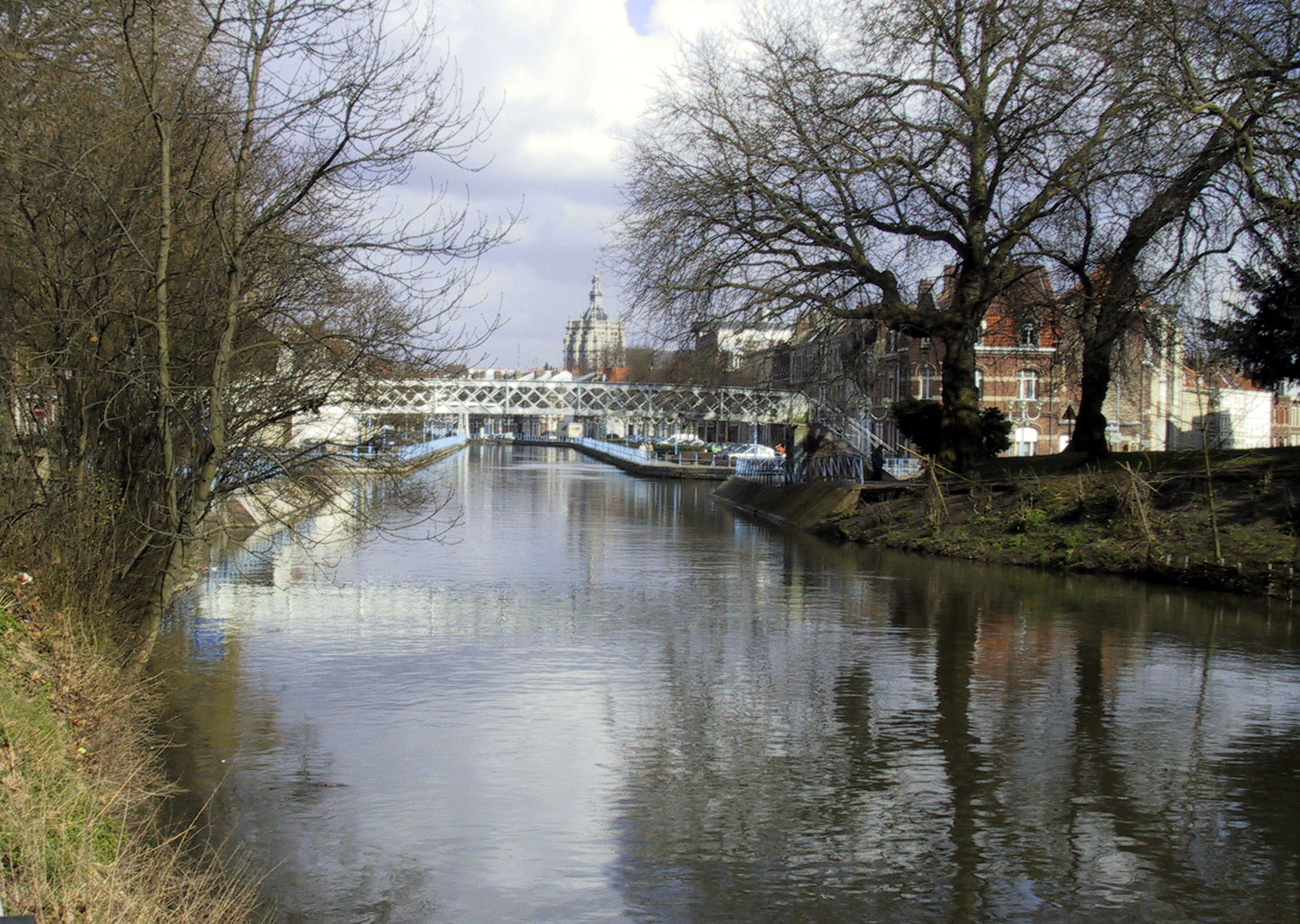
La Scarpe à Douai.
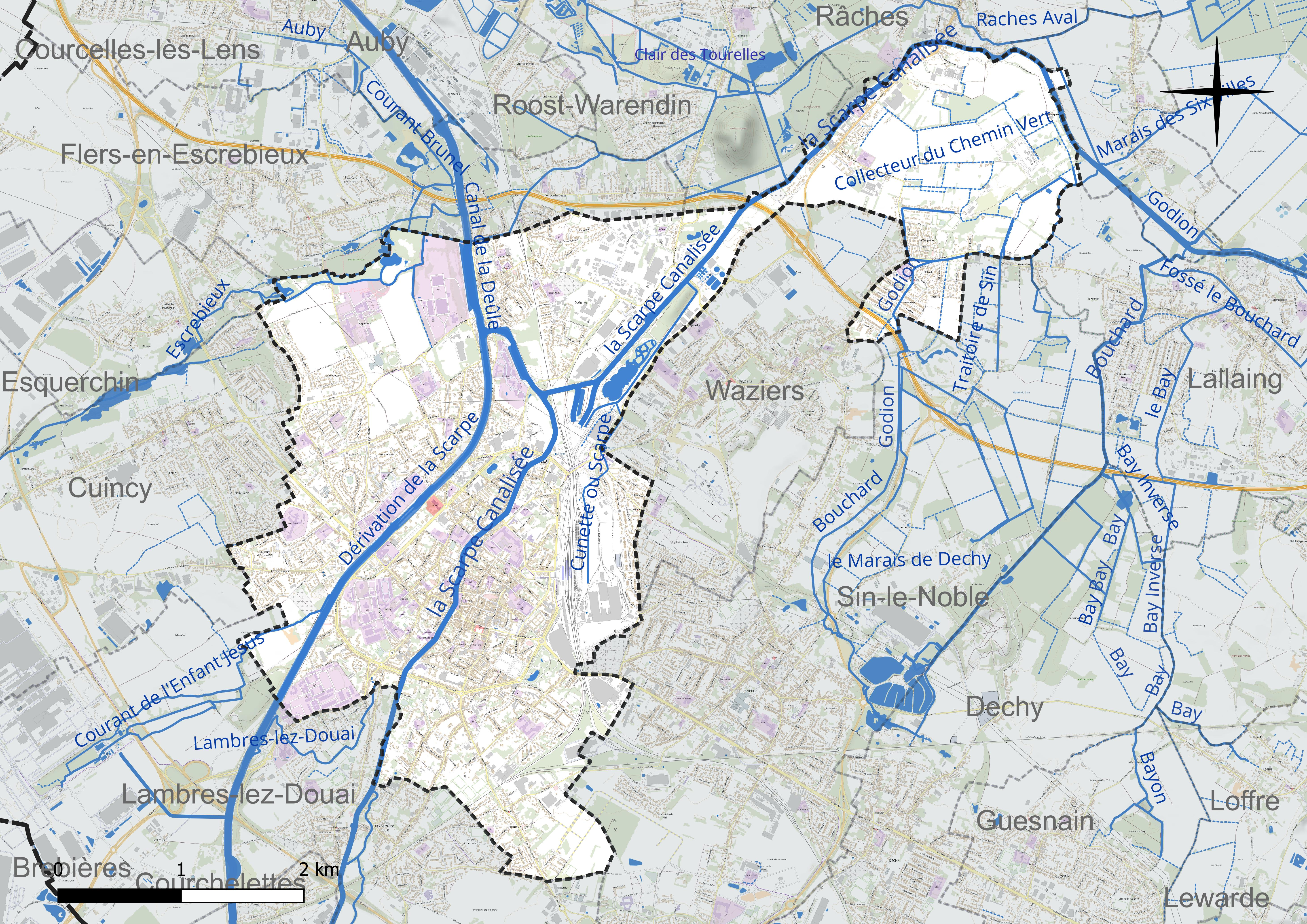
Réseau hydrographique de Douai.

#### Gestion et qualité des eaux
Le territoire communal est couvert par le schéma d'aménagement et de gestion des eaux (SAGE) « Scarpe aval ». Ce document de planification concerne un territoire de 624 km2 de superficie, délimité par le bassin versant de la Scarpe aval, comprenant la Pévèle, la plaine de la Scarpe et le bassin minier avec l'Ostrevent. Le périmètre a été arrêté le 18 mars 1997 et le SAGE proprement dit a été approuvé le 12 mars 2009, puis révisé le 5 juillet 2021. La structure porteuse de l'élaboration et de la mise en œuvre est le parc naturel régional Scarpe-Escaut.
La qualité des cours d'eau peut être consultée sur un site dédié géré par les agences de l'eau et l'Agence française pour la biodiversité.

### Climat
Le climat qui caractérise la commune est qualifié, en 2010, de « climat océanique dégradé des plaines du Centre et du Nord », selon la typologie des climats de la France qui compte alors huit grands types de climats en métropole. En 2020, la commune ressort du type « climat océanique altéré » dans la classification établie par Météo-France, qui ne compte désormais, en première approche, que cinq grands types de climats en métropole. Il s'agit d'une zone de transition entre le climat océanique, le climat de montagne et le climat semi-continental. Les écarts de température entre hiver et été augmentent avec l'éloignement de la mer. La pluviométrie est plus faible qu'en bord de mer, sauf aux abords des reliefs.
Les paramètres climatiques qui ont permis d'établir la typologie de 2010 comportent six variables pour les températures et huit pour les précipitations, dont les valeurs correspondent à la normale 1971-2000. Les sept principales variables caractérisant la commune sont présentées dans l'encadré ci-après.
| Paramètres climatiques communaux sur la période 1971-2000 - Moyenne annuelle de température : 10,6 °C - Nombre de jours avec une température inférieure à −5 °C : 3,7 j - Nombre de jours avec une température supérieure à 30 °C : 2,6 j - Amplitude thermique annuelle : 14,6 °C - Cumuls annuels de précipitation : 701 mm - Nombre de jours de précipitation en janvier : 12 j - Nombre de jours de précipitation en juillet : 9,3 j |

Avec le changement climatique, ces variables ont évolué. Une étude réalisée en 2014 par la Direction générale de l'Énergie et du Climat complétée par des études régionales prévoit en effet que la  température moyenne devrait croître et la pluviométrie moyenne baisser, avec toutefois de fortes variations régionales. La station météorologique de Météo-France installée dans la commune et mise en service en 1962 permet de connaître en continu l'évolution des indicateurs météorologiques. Le tableau détaillé pour la période 1981-2010 est présenté ci-après.
| Mois                                  | jan.             | fév.             | mars          | avril         | mai             | juin         | jui.           | août           | sep.          | oct.          | nov.            | déc.             | année      |
| ------------------------------------- | ---------------- | ---------------- | ------------- | ------------- | --------------- | ------------ | -------------- | -------------- | ------------- | ------------- | --------------- | ---------------- | ---------- |
| Température minimale moyenne (°C)     | 1,2              | 1,1              | 3,2           | 4,8           | 8,4             | 11           | 13             | 12,6           | 10,3          | 7,7           | 4,2             | 1,8              | 6,6        |
| Température moyenne (°C)              | 3,5              | 3,9              | 6,9           | 9,5           | 13,2            | 16           | 18,3           | 18             | 15            | 11,3          | 6,9             | 4                | 10,6       |
| Température maximale moyenne (°C)     | 5,8              | 6,8              | 10,6          | 14,3          | 18,1            | 20,9         | 23,6           | 23,5           | 19,7          | 15            | 9,6             | 6,2              | 14,5       |
| Record de froid (°C) date du record   | −20,5 08.01.1985 | −12,5 07.02.1991 | −11 13.03.13  | −4,5 11.04.03 | −1,5 05.05.1996 | 1 02.06.1962 | 4,1 17.07.1971 | 0,8 17.08.1966 | 0 19.09.1977  | −6 30.10.1997 | −9,5 23.11.1998 | −12,5 29.12.1996 | −20,5 1985 |
| Record de chaleur (°C) date du record | 15 01.01.22      | 19,5 24.02.21    | 24,8 31.03.21 | 28 20.04.1968 | 31,3 27.05.05   | 36 27.06.11  | 40,8 25.07.19  | 36,6 08.08.20  | 35,5 15.09.20 | 29 01.10.11   | 20,5 07.11.15   | 15 17.12.19      | 40,8 2019  |
| Précipitations (mm)                   | 57,7             | 46,5             | 55            | 46,7          | 57,5            | 64,6         | 68,3           | 62,4           | 60,2          | 64,9          | 65,4            | 67,6             | 716,8      |

## Urbanisme

### Typologie
Au 1er janvier 2024, Douai est catégorisée grand centre urbain, selon la nouvelle grille communale de densité à sept niveaux définie par l'Insee en 2022.
Elle appartient à l'unité urbaine de Douai-Lens, une agglomération inter-départementale regroupant 67  communes, dont elle est ville-centre,,. Par ailleurs la commune fait partie de l'aire d'attraction de Douai, dont elle est la commune-centre,. Cette aire, qui regroupe 61 communes, est catégorisée dans les aires de 50 000 à moins de 200 000 habitants,.

### Occupation des sols

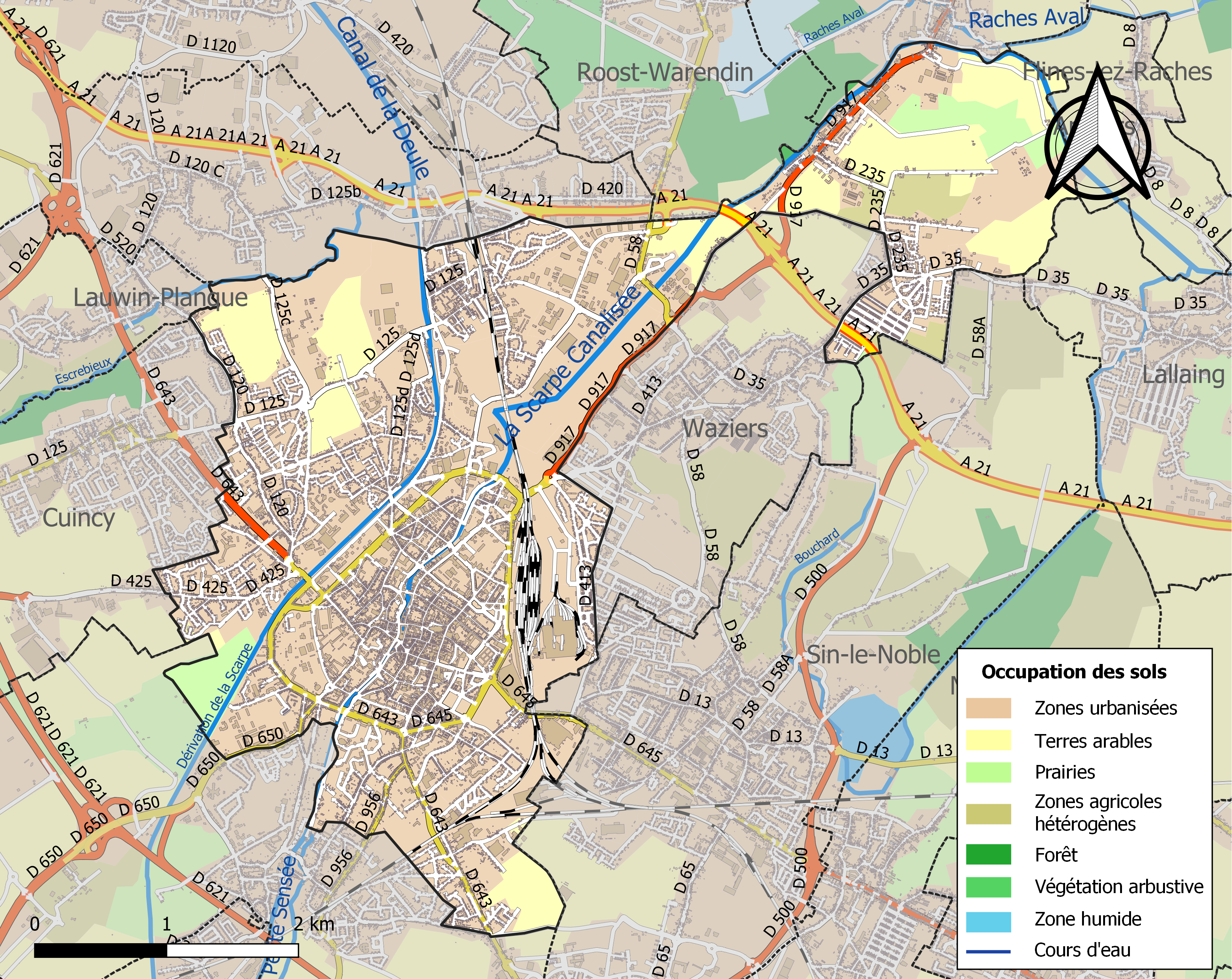
Carte des infrastructures et de l'occupation des sols de la commune en 2018 (CLC).

L'occupation des sols de la commune, telle qu'elle ressort de la base de données européenne d'occupation biophysique des sols Corine Land Cover (CLC), est marquée par l'importance des territoires artificialisés (81,1 % en 2018), en augmentation par rapport à 1990 (73,9 %). La répartition détaillée en 2018 est la suivante : 
zones urbanisées (54,6 %), zones industrielles ou commerciales et réseaux de communication (22,3 %), terres arables (13,4 %), espaces verts artificialisés, non agricoles (4,3 %), prairies (3,4 %), zones agricoles hétérogènes (1,9 %), forêts (0,1 %). L'évolution de l'occupation des sols de la commune et de ses infrastructures peut être observée sur les différentes représentations cartographiques du territoire : la carte de Cassini (XVIIIe siècle), la carte d'état-major (1820-1866) et les cartes ou photos aériennes de l'IGN pour la période actuelle (1950 à aujourd'hui).

### Morphologie urbaine
La ville de Douai est une commune entièrement urbanisée. Elle est composée de zones résidentielles de différentes époques. On voit cohabiter des quartiers nobles et bourgeois du XVIIIe siècle avec des quartiers populaires de l'époque des charbonnages. Son centre politique se situe dans la partie ancienne. L'hôtel de ville et son beffroi le symbolisent.
Douai présente une mosaïque de quartiers. La gare est le cœur névralgique des déplacements, tandis que la sous-préfecture incarne l'administration et la gouvernance locale. La place d'Armes et du Barlet, animée et historique, est le lieu de rencontres et de rassemblements, tandis que la place Carnot offre une atmosphère charmante et pittoresque. La ville compte cinq quartiers prioritaires pour un total de 10 466 habitants, soit un quart de la population municipale. 
Les principaux quartiers sont :
- la gare ;
- la sous-préfecture ;
- la place d'Armes et du Barlet ;
- la place Carnot ;
- les casernes-Caux-Corbineau ;
- le polygone-Hameau de Wagnonville ;
- le faubourg de Cambrai et de Paris ;
- la résidence Gayant ;
- le faubourg d'Esquerchin ;
- le hameau de Frais Marais ;
- le faubourg de Bethune[27].

### Habitat et logement
En 2018, le nombre total de logements dans la commune était de 21 498, alors qu'il était de 20 695 en 2013 et de 19 730 en 2008.
Parmi ces logements, 82,6 % étaient des résidences principales, 1,2 % des résidences secondaires et 16,2 % des logements vacants. Ces logements étaient pour 44,7 % d'entre eux des maisons individuelles et pour 54,4 % des appartements.
Le tableau ci-dessous présente la typologie des logements à Douai en 2018 en comparaison avec celle du Nord et de la France entière. Une caractéristique marquante du parc de logements est ainsi une proportion de résidences secondaires et logements occasionnels (1,2 %) inférieure à celle du département (1,6 %) et à celle de la France entière (9,7 %). Concernant le statut d'occupation de ces logements, 37,1 % des habitants de la commune sont propriétaires de leur logement (35,4 % en 2013), contre 54,7 % pour le Nord et 57,5 % pour la France entière.
| Typologie                                               | Douai | Nord | France entière |
| ------------------------------------------------------- | ----- | ---- | -------------- |
| Résidences principales (en %)                           | 82,6  | 90,8 | 82,1           |
| Résidences secondaires et logements occasionnels (en %) | 1,2   | 1,6  | 9,7            |
| Logements vacants (en %)                                | 16,2  | 7,7  | 8,2            |

### Voies de communication et transports

#### Autobus et transports scolaires (Évéole)
La ville de Douai est desservie par le réseau urbain Évéole. Les bus sont gratuits depuis le 1er janvier 2022.

#### Transports interurbains
La ville de Douai est desservie par les réseaux interurbains du Nord et du Pas-de-Calais.

#### Transports ferroviaires
La ville de Douai dispose d'une gare SNCF permettant de relier Paris en environ 1 h 20 min grâce au TGV (sept aller-retours, en provenance ou à destination de Valenciennes), mais aussi des liaisons directes vers Lyon, Marseille, Bordeaux, et les Alpes pendant la saison hivernale (la Tarentaise ; terminus à Bourg-Saint-Maurice).
Lille est à vingt minutes de Douai en TER.

#### Le projet de tramway Douai-Guesnain

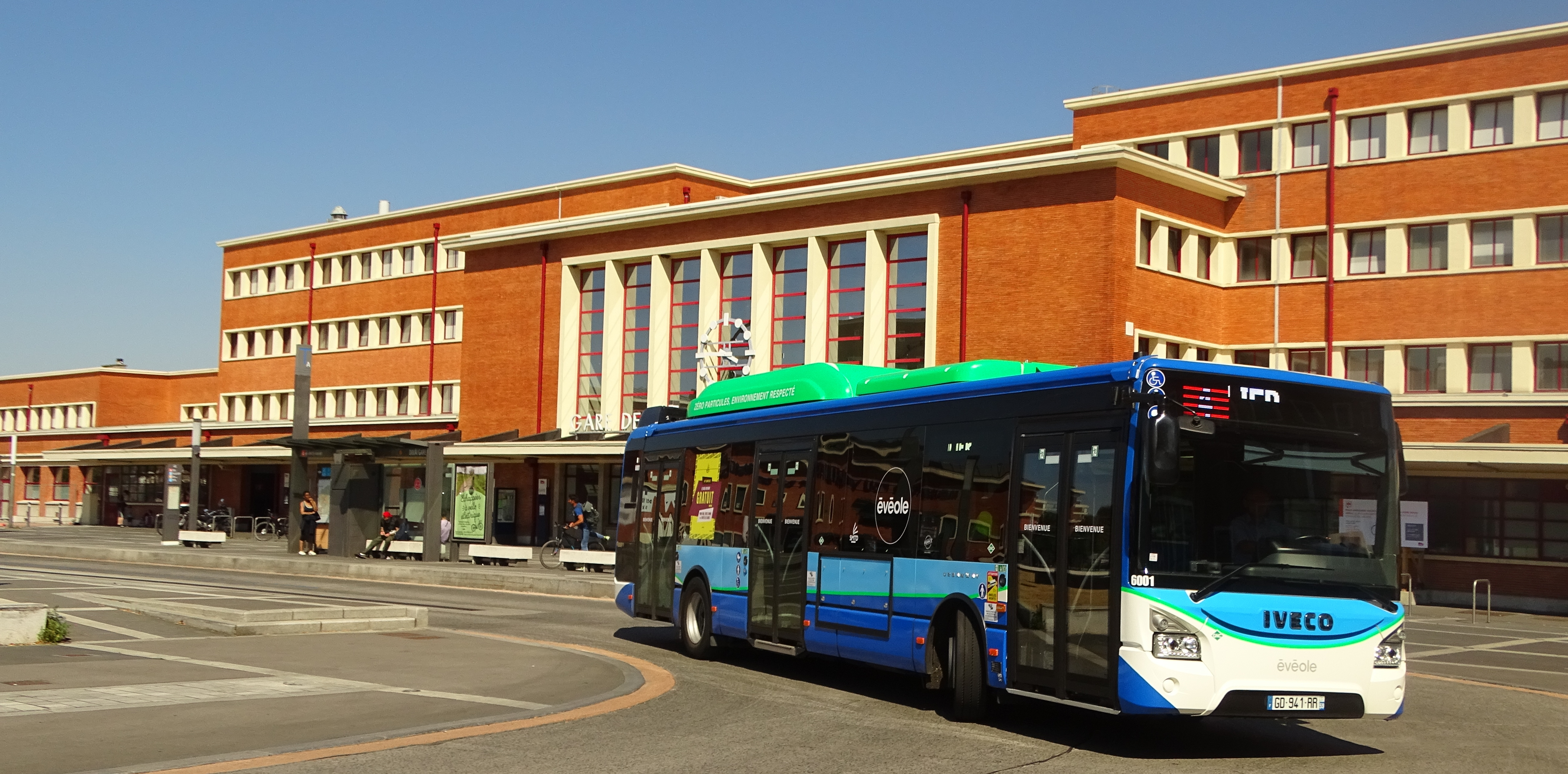
Bus devant la gare de Douai.

Le tram de Douai est en réalité un système de bus à haut niveau de service (BHNS) circulant sur voie propre appelé tout d'abord "tramway". Le Syndicat mixte des transports du Douaisis (SMTD) réalise un projet d'autobus à guidage magnétique au sol, entre Douai (Cité technique) et Guesnain. Le SMTD a préféré prendre de l'avance et a donc déjà mis en place des nouvelles infrastructures, comme la distribution des nouveaux tickets (qui seront remplacés par un système gratuit).
Il circule sur une voie réservée en béton dans laquelle ont été implantés, tous les 4 mètres, des plots magnétiques protégés par de la résine qui émettent des signaux « lus » par le véhicule au moyen d'un système informatique embarqué. La ligne A, longue de 12 kilomètres, dessert 21 stations distantes d'environ 400 mètres les unes des autres. Avec une fréquence de 10 minutes en heure de pointe, il transporte 900 voyageurs par heure. Dix rames de 18 mètres et 2 rames de 24 mètres sont en service. Elles sont accessibles aux personnes à mobilité réduite, grâce au plancher bas intégral et aux stations ajustées à leur hauteur, mais aussi aux personnes dont la vue est déficiente. Ces rames sont propulsées par un moteur à gaz ou un système hybride. Le système fonctionne sans caténaires. Le montant de l'investissement s'élève à 110 millions d'euros hors taxes. Il est aussi prévu la construction de la ligne B pour 2024/2025.
L'extension de la ligne A se termina en 2016, reliant les communes de Lewarde, Masny, Ecaillon et Auberchicourt jusqu'à Aniche (lycée Edmond-Labbé) d'une part, d'autre part jusqu'à l'avenue Delattre de Tassigny à Douai. La ligne A est la plus grande ligne de transports en commun du réseau ÉVÉOLE, s'étalant sur près de 20 kilomètres.
Son nom : Evéole.
Fin 2015, les rames du "tram ÉVÉOLE" sont mises à l'arrêt et remplacées par 16 bus articulés (ÉVÉA). Le système de guidage électromagnétique n'a jamais pu être testé ni même validé et les véhicules s'avèrent mécaniquement peu fiables.
Depuis janvier 2022, le réseau est entièrement gratuit, ce qui a engendré une augmentation de sa fréquentation.

## Toponymie
Le nom de Douai est attesté sous les formes suivantes : 
- Doac (monnaie mérovingienne, mais il peut s'agir d'une abréviation),

- en latin
  - Doacense [castellum] (« château de Douai ») en 975 (Doacense étant un adjectif (ici au neutre) formé sur Doacum)
  - Duaci (génitif de Duacum) en 1024,
  - Duuaicum vers 1040,
  - Duacum en 1035-1047, en 1051, en 1076 et en 1080-1085,
  - Duachum en 1108,

- en langue d'oïl
  - Duai en 1194,
  - Doai en 1204.
  - Douai, pour la première fois, en 1223[30].

En néerlandais : Dowaai.
Le toponyme n'est connu que par des formes médiévales dont l'étymologie est obscure. Il s'agit peut être d'une formation toponymique gauloise ou gallo-romaine en -acum, suffixe marquant la localisation ou la propriété. Le premier élément Do-, Du- doit représenter le nom de personne gaulois Dous. Le suffixe latin -acum peut devenir -ai/-ay en français (Bagacum > Bavay).

## Histoire

### Origines de la cité
Douai est une création médiévale découlant de conditions naturelles singulières mais surtout de sa position de charnière entre le royaume de France et le comté de Flandre. Sur un ilot de la Scarpe, près du gué qui permettait le franchissement, deux noyaux constituèrent les points de développement de la ville.

### Le Moyen Âge

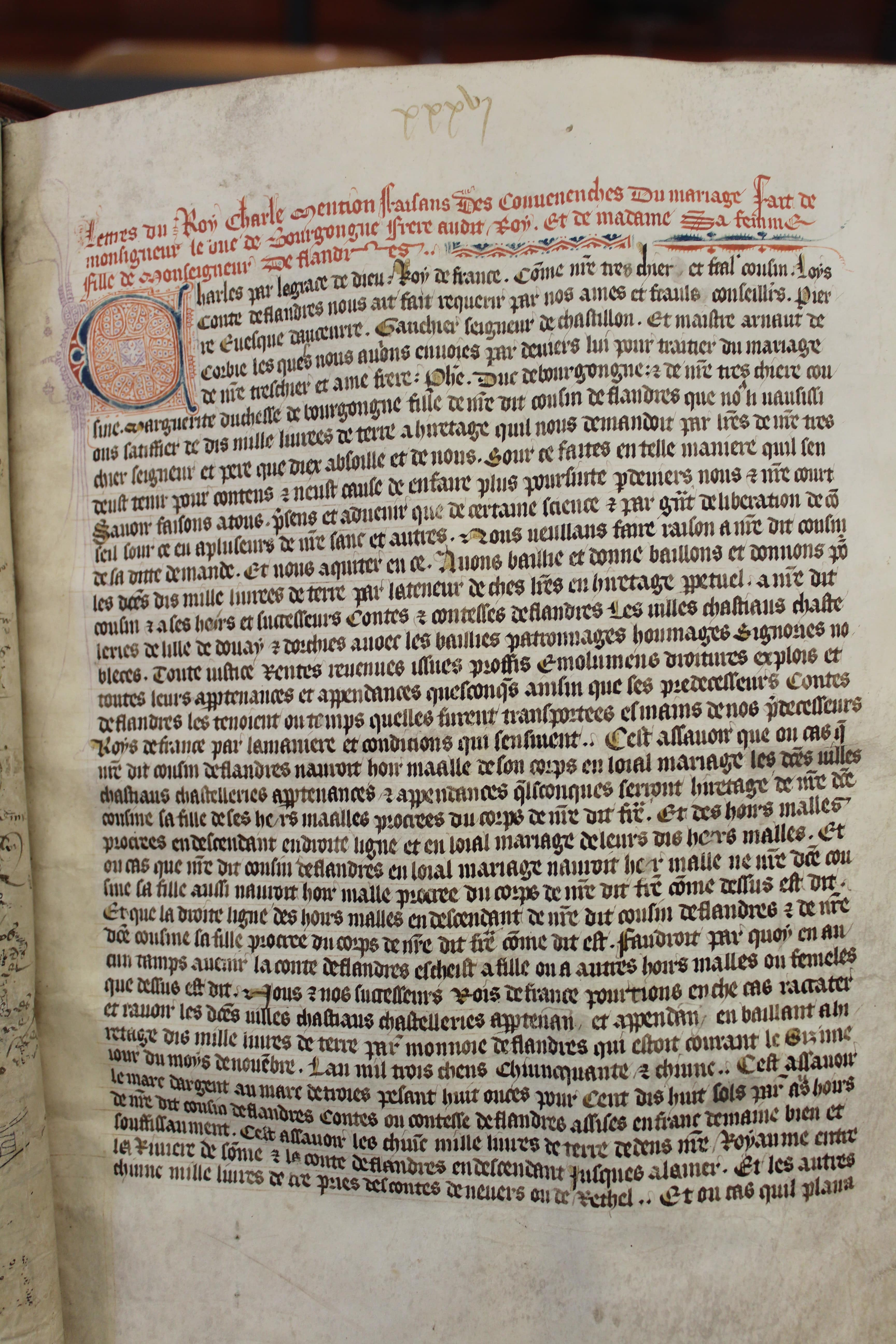
Folio 36 recto du cartulaire AA 84, contenant les copies de 94 actes accordés à la ville et par la ville, au Moyen Âge et au début de l'époque moderne (archives communales).

La période médiévale fut pour Douai une période de grande prospérité découlant de ses activités commerciales (la vente des grains) et artisanales (la draperie) mais aussi de l'autonomie octroyée par le Comte de Flandre qui donnait à la ville le pouvoir de se gérer elle-même. La cité comptait à son apogée de 10 000 à 15 000 habitants.
Au XIe siècle, une dérivation du cours de la Sensée vers la Scarpe aménagée à Vitry-en-Artois façonne jusqu'à aujourd'hui sa physionomie. Gagnant en débit, il fut dès lors possible d'augmenter son trafic. De fait, située au cœur d'un terroir agricole d'une grande richesse, Douai dispose à partir de 1301, par concession du roi Philippe le Bel, d'un droit d'étape, soit le privilège du commerce des grains dans la région, des lieux de production au sud vers les lieux de consommation au nord. Ce privilège, qui devint avec le temps la principale ressource de la ville, était un droit vital que Douai défendit farouchement jusqu'au XVIIe siècle.
Moins rémunérateur pour la ville que le commerce des grains, la draperie est toutefois emblématique de l'âge d'or de Douai qui, au XIIIe siècle, avec Bruges, Gand, Ypres et Lille, sera à ce titre comptée parmi les cinq « bonnes villes » de Flandre. Selon Georges Espinas. Employant de très nombreux artisans, mobilisant de forts capitaux, la draperie douaisienne s'est répandue dans toute l'Europe, parfois très loin, en Russie (marché de Novgorod), sur les confins de la Baltique mais aussi en Italie comme dans la Péninsule Ibérique.
Autre trait médiéval qui fait la renommée de la ville, les libertés communales sanctionnées par Philippe d'Alsace, comte de 1157 à 1191. « La liberté et la loi de Douai », transformant peut être la coutume en charte, a été accordée par Ferrand du Portugal en 1228. Le pouvoir local dépend à l'origine de seize échevins, tous égaux, cooptés selon un système de désignation à plusieurs degrés. Il ne concerne que les bourgeois. Les manants. comme les forains sont exclus du pouvoir par définition.
L'action scabinale s'exprime d'abord par les bans, très nombreux au XIIIe siècle, régissant, outre les activités artisanales, toute l'édilité de la ville, les fossés et les remparts, l'état des rues et des maisons. Les échevins ont très tôt le souci d'inscrire leur pouvoir dans des actes et lieux symboliques, face au bailli qui incarne une présence comtale toujours concurrente avec le sceau de la ville créé en 1201, la halle - palais municipal surmonté du beffroi au siècle suivant - en 1205, le premier chirographe en 1224, le premier ban en 1229.
En 1330, Robert de Douai fonde la Confrérie des Clercs parisiens qui fait de Douai une ville littéraire surnommée l'Athènes du Nord.
Jusqu'en 1369, Douai comme Arras, est une cité frontalière que se disputent le roi de France et le comte de Flandre. Avant cette date, qui marque jusqu'au XVIIe siècle le retour définitif à la Flandre, la ville change de maître plusieurs fois.

### Une ville impériale auXVIesiècle
En 1369, Charles V le Sage, qui marie son frère Philippe le Hardi, duc de Bourgogne, à la fille du comte de Flandre Louis de Male redonne à ce dernier la ville de Douai. Passée en effet dans l'orbite d'un duché de Bourgogne de plus en plus puissant, l'enjeu que constitue sa position de ville frontière culmine lors des guerres qui opposent Louis XI à Charles le Téméraire. Le mariage de Marie de Bourgogne avec Maximilien d'Autriche fait de Douai une possession des Habsbourg. Elle connaît sous Charles Quint mais surtout Philippe II un dynamisme nouveau comme ville administrative et militaire.
La religion, inséparable de Douai, est organisée pour le séculier en six églises paroissiales ainsi que de nombreuses congrégations religieuses dont les refuges installés dans la cité par les monastères du plat pays, toujours soucieux de disposer d'un lieu de sûreté en cas de guerre. Ainsi le « Constantin » des bénédictins de l'abbaye de Marchiennes, devenu Parlement de Flandre. Dans la Contre-Réforme catholique, Douai exprime sa fidélité, comme son orthodoxie, ainsi que le prouvent les fondations de couvents qui apparaissent aux XVIe et XVIIe siècles. Cette « invasion conventuelle »  s'exprime aussi à travers le soutien apporté au mouvement missionnaire catholique destiné aux États passés au protestantisme, principautés allemandes, Provinces-Unies mais surtout royaume d'Angleterre ainsi la fondation - en 1568 et à l'initiative du cardinal Allen - du collège anglais de Douai où est achevée, en 1609, la traduction anglaise de la Bible, connue sous le nom de « bible de Douai ». De nombreux missionnaires anglais sont formés a Douai dans ce collège. Beaucoup d'entre eux meurent victimes des persécutions anti-catholiques en Angleterre. 19 d'entre eux ont été canonisés par l'Église Catholique. Douai est mentionnée beaucoup plus tard dans l'encyclique Aeterni Patris (1879) du pape Léon XIII comme ayant été l'un des grands centres d'études théologiques des siècles précédents.
En 1562, Philippe II, avec le soutien des papes Paul IV puis Pie IV, fonde l'Université de Douai, implantation inspirée par la réforme tridentine vaste séminaire inculquant aux prêtres une foi aussi solide que prosélyte. L'université rassemble dès sa fondation cinq facultés (théologie, droit canon, droit civil, médecine et arts libéraux), huit collèges, quatorze refuges d'abbaye, vingt-deux séminaires.
Le rattachement de Douai à la Flandre, qui avait dans une certaine mesure protégé la ville des destructions de la guerre de Cent Ans, se retourne quand les conflits embrasent l'Europe du Nord à partir de 1618. En 1635, la déclaration de guerre de Richelieu à l'Espagne plonge la région dans la ruine.

### Douai française

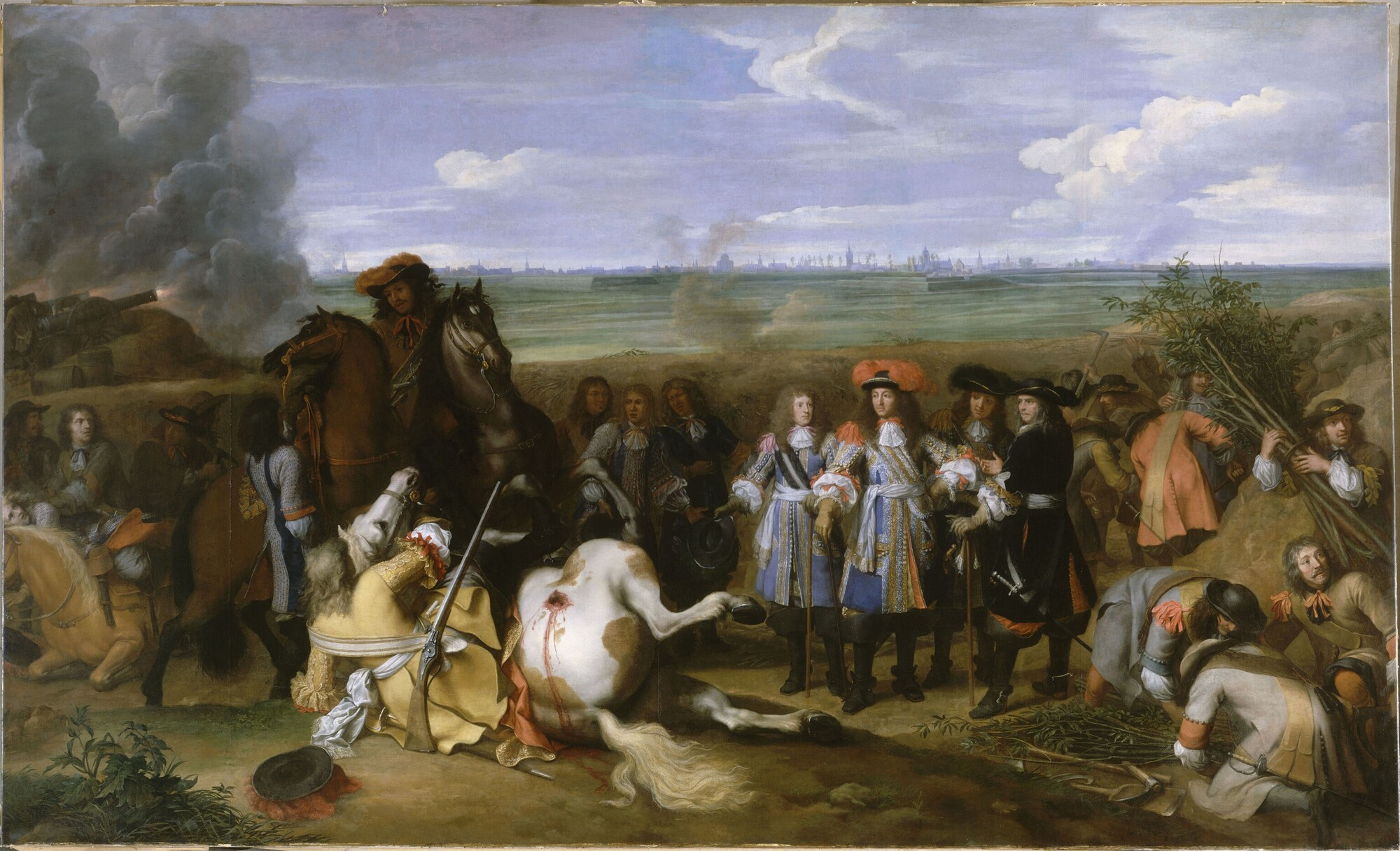
Louis XIV devant Douai durant la guerre de Dévolution.

En 1667, le roi de France Louis XIV envahit la Flandre. Douai est assiégée et prise par Vauban. Le traité d'Aix-la-Chapelle (1668) confirme la possession de la France.

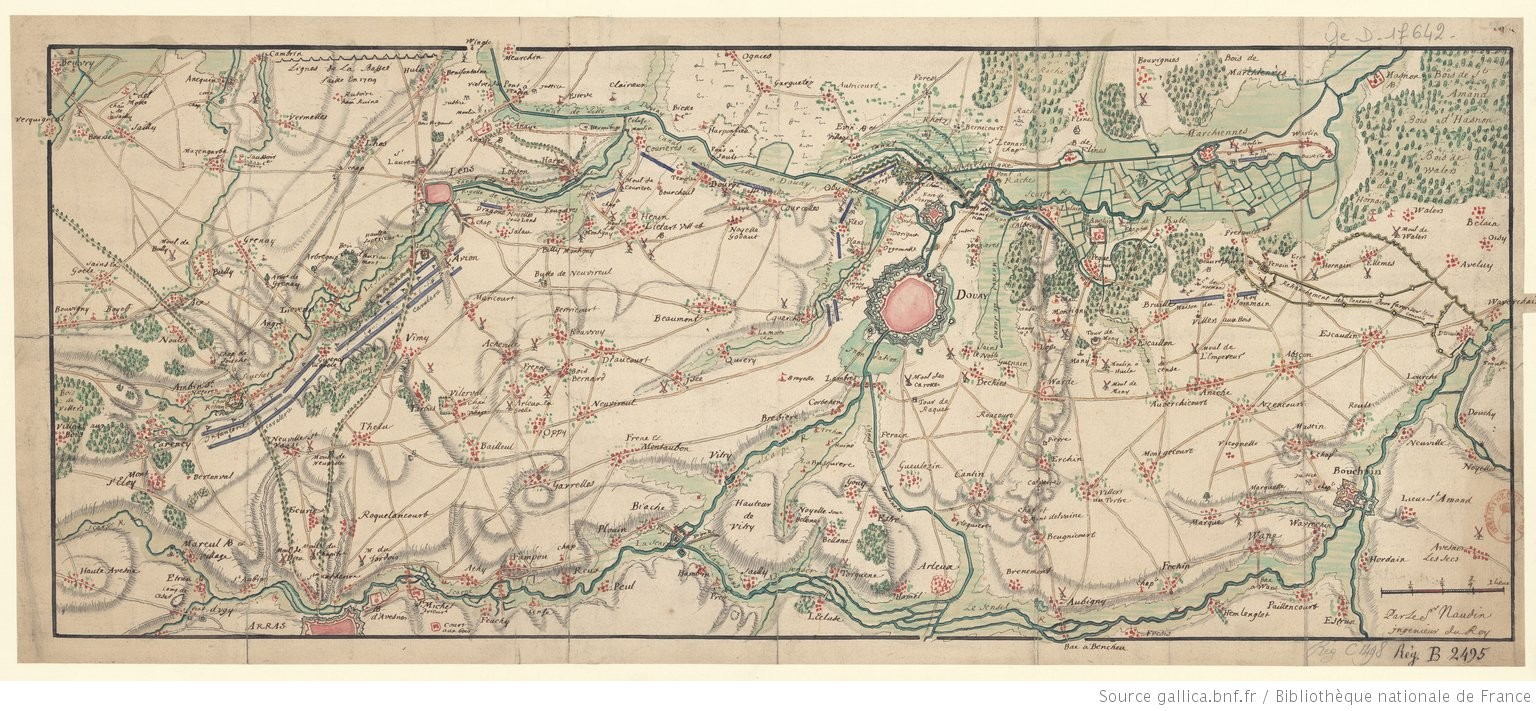
Douai, carte d'un ingénieur de Louis XIV.

Dès lors, Douai va s'intégrer au rideau de défense du royaume. Vauban améliore les fortifications existantes et crée l'infrastructure qui manquait à la place, ainsi des casernes (ancien collège de Marchiennes), un arsenal (ancien prieuré Saint Sulpice) et une fonderie de canons, édifiée à l'emplacement de l'ancien château des comtes de Flandre[réf. nécessaire].
En avril 1710, lors de la guerre de Succession d'Espagne, les Alliés assiègent Douai mise en défense par le comte d'Albergotti. La résistance, acharnée, dure jusqu'au 26 juin quand, avec les honneurs de la guerre, les troupes royales capitulent. Après sa victoire à Denain en juillet 1712, le maréchal de Villars reprend la cité le 8 septembre. Cette reconquête, confirmée par la Paix d'Utrecht, ne sera plus menacée avant 1914[réf. nécessaire].
La ville, ainsi que son plat pays, sortent ravagés d'un conflit de près d'un demi-siècle. Soucieux d'éviter l'anarchie dans la reconstruction qui s'annonce, les échevins édictent le célèbre « règlement de 1718 ». Outre l'alignement sur la rue et la limitation des hauteurs, la façade des maisons doit être homogène. Cette reconstruction, qui donne jusqu'à présent au centre de Douai une remarquable unité architecturale, exprime un « goût français » qui s'épanouit tout au long du siècle. La ville reconquise, comme le montre le plan relief de Douai de 1709, était d'une apparence toute flamande. Le « retournement des toitures » - le petit côté n'est plus sur la rue - la fait disparaître en quelques décennies.
Tirant la leçon des erreurs commises après la conquête de 1667, le roi répond aux aspirations des Douaisiens en installant dans la ville en 1714, le Parlement de Flandre. La Cour est installée, au pied de la Scarpe, au « Grand Constantin », refuge de l'abbaye de Marchiennes. Avec l'installation du Parlement de Flandre, la ville profite durant le XVIIIe siècle d'une incontestable prospérité à laquelle contribuent deux autres institutions qui façonnent à leur tour et durablement son profil urbain, sinon social : l'université et l'armée. En 1744, les 2 000 étudiants douaisiens se partagent pour les trois quarts dans la faculté des arts et pour l'autre quart en théologie ou en droit.
Bastionnée sur tout son pourtour, Douai est dotée de nombreuses casernes, d'arsenaux, d'écoles militaires et est une place de première importance. Au début du XVIIIe siècle, près de 5 000 hommes et 1 500 chevaux peuvent y loger (sur une population totale estimée à 12 000 habitants).

### La Révolution
Ville judiciaire, Douai soutient le nouveau cours ainsi le plus célèbre de ses avocats, Merlin dit de Douai. Les cahiers restent mesurés dans leurs doléances qui se concentrent sur le maintien des libertés provinciales tout en proposant cependant la suppression des abus les plus criants de la féodalité[réf. nécessaire].
Plusieurs réformes de la Constituante connaissent à Douai des effets majeurs. À la fin 1790, sont supprimées la profession d'avocat ainsi que toutes les juridictions anciennes. Ensuite, le refus de reconnaitre la constitution civile du clergé pousse certains notables soit au retrait, soit à l'émigration. La vente des biens nationaux représente à Douai une mutation immense dont les conséquences sur le bâti sont encore perceptibles aujourd'hui. En un instant, le fruit multiséculaire des dons, héritages, achats des ordres religieux se disperse.
La guerre déclarée par le roi contre l'Autriche en avril 1792 met Douai aux avant-postes du conflit puis de la Terreur. Pour autant, Douai reste très mesurée dans ses manifestations révolutionnaires, sans doute grâce à l'attitude du conventionnel Florent-Guiot qui reste en poste de novembre 1793 à septembre 1794. Beaucoup plus modéré que son voisin d'Arras Le Bon, il frappe les extrémistes ou les contre-révolutionnaires en choisissant plutôt la mise à l'écart que la peine de mort.
Dans la ville, la tourmente révolutionnaire sera plus courte en durée que la guerre. Pour autant, la victoire de Fleurus le 5 juillet 1794 repousse définitivement la menace étrangère. Placée en retrait de la ligne Lille-Valenciennes, Douai devient une base arrière essentielle dans la défense des frontières. Sous le Directoire puis l'Empire, elle est un important dépôt militaire.
La création du département du Nord en novembre 1789 fait de Douai un chef-lieu. Mais en 1803, ce dernier déplacé à Lille, la ville devient sous-préfecture mais reçoit en compensation plusieurs institutions départementales : la cour d'appel, le commandement militaire du Nord, le lycée impérial en 1802 et enfin en 1808, quand l'enseignement supérieur est réorganisé, une université (facultés des lettres et des sciences).

### LeXIXesiècle
Après les événements révolutionnaires, Douai, transformée, conserve cependant ses logiques anciennes, notamment une élite catholique et conservatrice, qui accompagne en partie l'industrialisation de la fin du siècle.
L'université installée sous le Premier Empire ayant été supprimée dès la Restauration, il faudra attendre le Second Empire pour voir réapparaitre les facultés dans la ville. Jules Maurice, maire depuis 1852, sera l'artisan de cette victoire durement acquise en 1854 quand, à cette date, s'installe la faculté des lettres. S'appuyant sur la cour d'appel et l'ensemble des professions qui s'y attachent, la faculté de Droit s'y ajoute en 1865.
Si la première moitié du XIXe siècle ne connaît aucun aménagement important, la fin de la monarchie de Juillet, mais surtout le Second Empire, voient toutefois apparaître dans la ville plusieurs travaux de grande ampleur. Ainsi, la construction de la ligne de Paris-Nord en 1846 donne à la gare de Douai une importante fonction d'étape entre Arras et Lille. De même, n'oubliant pas le rôle majeur de la Scarpe dans la vitalité de la cité, les édiles réalisent à partir de 1893 le canal de dérivation. Son inauguration, deux ans plus tard, permet d'augmenter le trafic en faisant de Douai le second port fluvial de France après Conflans-Sainte-Honorine.
Mais c'est surtout, après le déclassement de la place en 1889, le démantèlement des remparts de la ville - débuté en 1891 et clôt en 1902 - qui, libérant l'espace aux boulevards ceinturant la ville, permet l'expansion vers les faubourgs (ainsi Frais-Marais ou Dorignies).
Douai n'est pas, au début du XIXe siècle, une ville qui participe à la révolution industrielle. L'activité textile reste limitée mais la ville est en revanche très active dans la transformation des produits agricoles, ainsi les tourteaux mais surtout la production sucrière, dont la puissance ne sera relayée par le charbon qu'au début de la IIIe République.
De fait, l'industrie charbonnière est relativement tardive à Douai (la compagnie d'Anzin est fondée un siècle plus tôt). En 1854, est ouverte la fosse Gayant à Waziers puis celle de Dorignies en 1858. En 1878, afin d'accompagner ce développement, est fondée l'école des maîtres ouvriers mineurs, future École des Mines de Douai.

### Première Guerre mondiale
Cité prospère au début de la IIIe République, Douai réussit, sous l'impulsion d'édiles dynamiques, ainsi Jules Maurice, Charles Merlin ou Charles Bertin, à se doter d'infrastructure modernes qui favorisent l'émergence d'activités industrielles. Pour autant, l'antagonisme entre Lille et Douai s'accentue au XIXe siècle. En 1887, le départ brutal des facultés douaisiennes vers le chef-lieu aura dans la ville un retentissement énorme.
Le début du XXe siècle est pour Douai celui d'un développement économique vigoureux. Soutenues par la commune (cf les cessions de terrains libérés par l'armée), quelques sociétés importantes alimentent cette croissance, ainsi les usines Cail (locomotives) ou Breguet (aéroplanes). Mais ce sont surtout les Forges de Douai (futur Groupe Arbel créé par la famille du même nom) qui dynamisent l'économie locale.
Après une courte phase de conflit, Douai tombe dans les mains allemandes dès octobre 1914. Elle le restera tout au long de la guerre. Pour l'armée impériale, placée à proximité du front (une dizaine de kilomètres), la ville est un dépôt pour les troupes qui montent en ligne ou en reviennent. La réquisition, sinon l'arbitraire, sont la règle pour tous les Douaisiens soumis à l'autorité tatillonne de la « Kommandantur » de la place. Outre la difficulté du ravitaillement, les Allemands n'hésiteront pas à déporter des personnalités au Brunswick (Holzminden) ou en Lituanie où certaines mourront.
En octobre 1918, pressés par l'offensive alliée, les troupes allemandes quittent Douai sachant que le mois précédent, toute la population avait été évacuée vers la Belgique afin de laisser les coudées franches aux armées en guerre. Durant cette période, la ville désertée connaît un pillage effréné. C'est une ville détruite à 10 % (concentrés dans le centre, ainsi la place d'Armes) qu'investissent les troupes britanniques en octobre 1918.

Douai pendant la Première Guerre mondiale
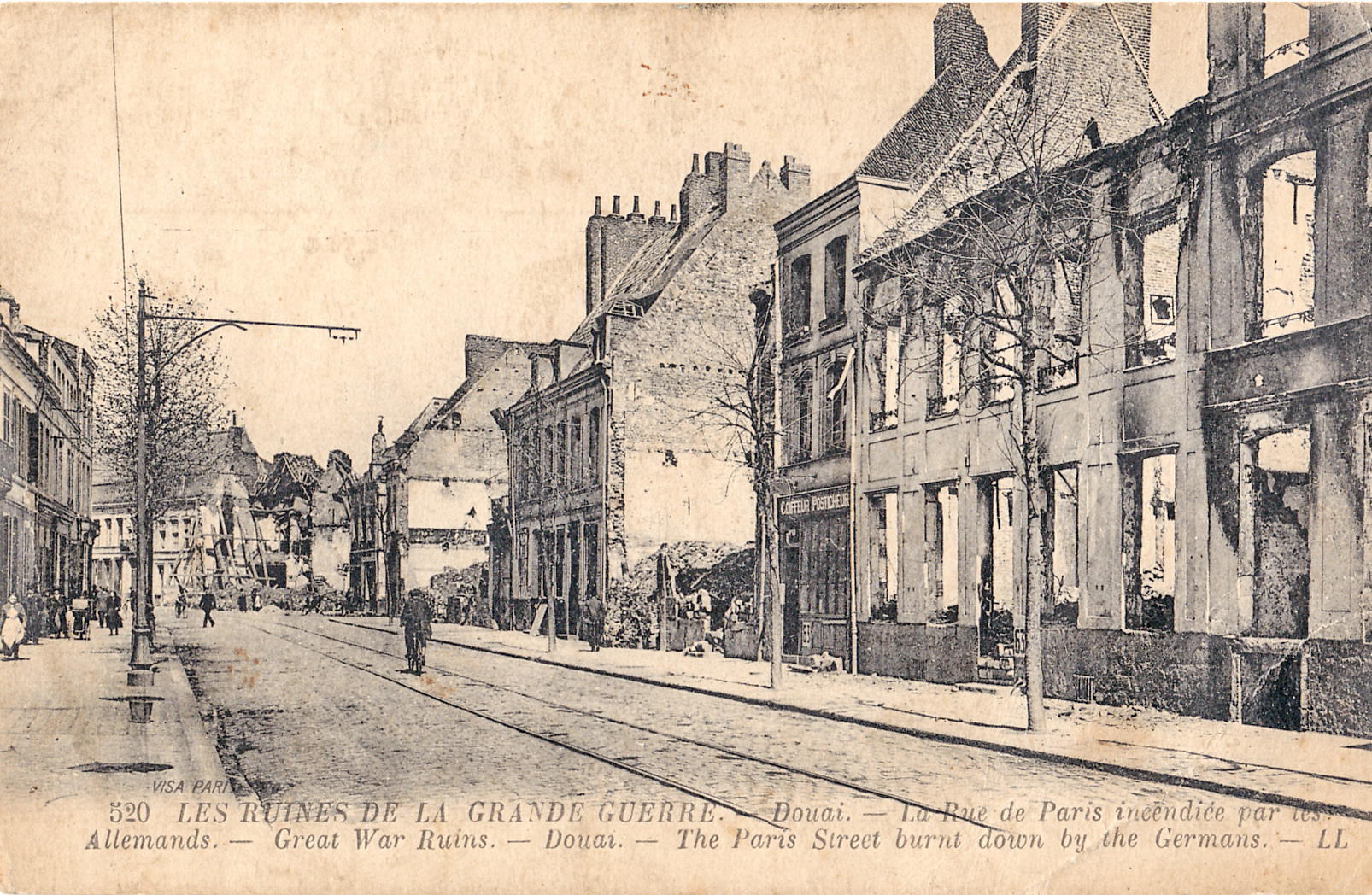
La rue de Paris vers 1918, incendiée par l'armée allemande.
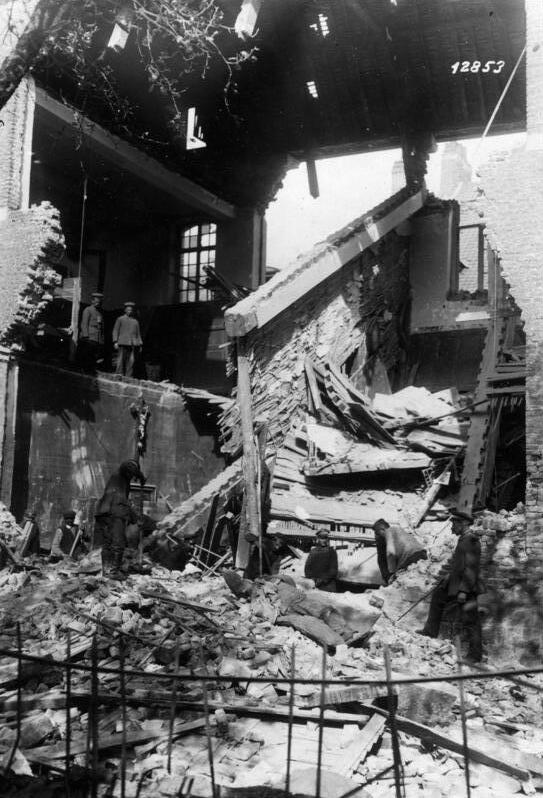
Destruction d'une des écoles chrétiennes de Douai, 2 octobre 1917 (huit morts), photo de propagande accusant les Alliés d'être responsables de ces morts.
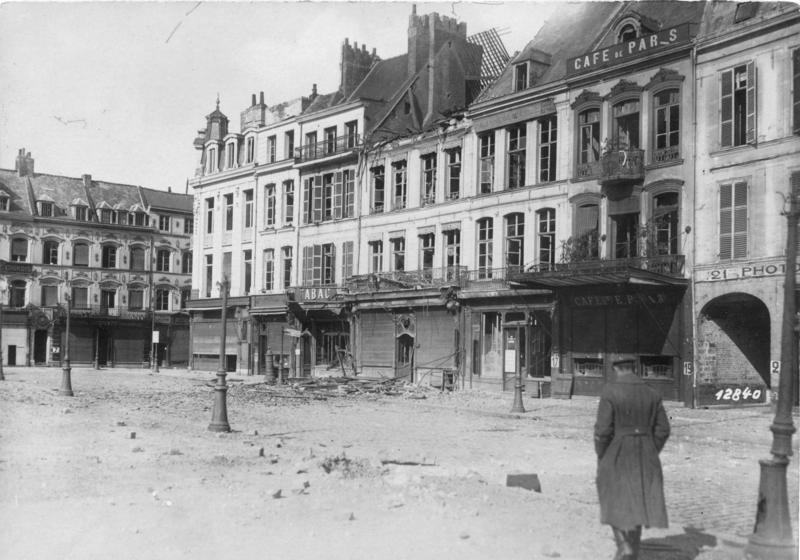
Place d'Armes (photo d'archive allemande).

Dès l'armistice, la reconstruction de Douai est lancée. Les usines sont relevées, les maisons reconstruites, à travers un plan d'urbanisation de la municipalité qui reste modeste. Hors le quartier de la gare (place Carnot) totalement remanié et le remplacement ici ou là du style douaisien par des façades « Art déco », la physionomie de la ville change peu. Les mines retrouvent leur résultat d'avant-guerre en 1925 tandis que les grandes entreprises, reconstruites à neuf (Breguet et Arbel) connaissent une forte croissance[réf. nécessaire].

### Seconde Guerre mondiale
L'offensive de la Wehrmacht, en mai 1940, met Douai au cœur des combats. La ville est quasi désertée quand l'ennemi en prend possession le 27 mai. Dès lors, Douai est nouvelle fois occupée avec deux différences notables avec la Grande Guerre : si le ravitaillement est moins difficile car il n'y a pas, comme en 1914, de front militaire à proximité, il existe, au-delà de l'occupation militaire, une volonté d'imposer à la population l'idéologie nazie.
Au début de la Seconde Guerre mondiale, la ville, un des centres du bassin minier, est au cœur du premier des actes de résistance collective à l'occupation nazie en France, et le plus massif en nombre, la grève patriotique des cent mille mineurs du Nord-Pas-de-Calais de mai-juin 1941, qui prive les Allemands de 93.000 tonnes de charbon pendant près de deux semaines, déclenchant 400 arrestations, des exécutions et la déportation de 270 personnes. Dans les environs de Douai, trois maires et plusieurs conseillers municipaux sont condamnés à trois jours de prison pour avoir fait preuve de négligence dans la pose des affiches imprimées par les Allemands dans le but d'intimider les grévistes dans les villes de Lewarde, Lallaing, Villers-Campeau, Frais-marais et Dorignies.
Pendant la guerre, est installée à Douai une cour de justice spéciale pour juger les crimes dits « terroristes », elle tient sa première séance le 11 septembre 1941. Enfin , un mois avant la Libération, le 11 août 1944, un bombardement allié s'abat encore une fois sur le quartier de la gare. Outre d'importantes destructions, on compte dans la ville près de 300 morts.

### La capitale des charbonnages
Avec la Libération, une nouvelle reconstruction après un conflit relève les ruines de la ville. Elle sera plus lourde, avec l'intervention active de l'État par le biais du ministère de la Reconstruction (MRU). Alexandre Miniac, architecte et urbaniste, définit le plan d'aménagement qui remodèle certains quartiers de la ville.
L'Assemblée nationale issue de la Libération, suivant le vœu du CNR, vote en avril 1946 la nationalisation des compagnies (soit pour le Douaisis les mines d'Aniche, de l'Escarpelle, de Flines, de Courcelles et d'Azincourt), tandis que le siège des Houillères du bassin de Nord-Pas-de-Calais s'installe dans l'ancien Hôtel d'Aoust.
La fin de l'exploitation du charbon dans la région en 1990 a rudement affecté la ville de Douai. Elle a néanmoins su se reconvertir, en accueillant de nouvelles activités (voir ci-dessous section Économie) et en misant sur la culture et la mise en valeur de son riche patrimoine (voir ci-dessous Section Culture et patrimoine).
Le 4 février 1957, la ville a été le théâtre d'un fait divers peu banal : un cercueil vide est enterré : le corps du bébé mort a été oublié dans la maison familiale!

## Politique et administration

### Rattachements administratifs et électoraux

#### Rattachements administratifs

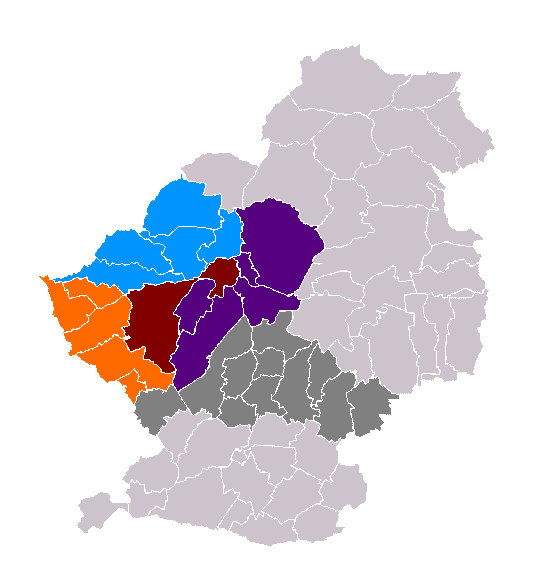
Douai dans ses anciens cantons de 1991 et son arrondissement :
Canton de Douai-Nord
Canton de Douai-Nord-Est
Canton de Douai-Sud-Ouest
Canton de Douai-Sud.

La commune est le chef-lieu de l'arrondissement de Douai du département du Nord.
De 1801 à 1991, elle est répartie entre les trois cantons de Douai-Nord, Douai-Ouest et Douai-Sud, année où le découpage électoral est modifié et la ville répartie entre les cantons de Douai-Nord, Douai-Nord-Est, Douai-Sud et Douai-Sud-Ouest. Dans le cadre du redécoupage cantonal de 2014 en France, cette circonscription administrative territoriale a disparu, et le canton n'est plus qu'une circonscription électorale.

#### Rattachements électoraux
Pour les élections départementales, la commune est  depuis 2014 le bureau centralisateur du canton de Douai
Pour l'élection des députés, elle fait partie de la dix-septième circonscription du Nord.

### Intercommunalité
Douai est le siège de la communauté d'agglomération dénommée Douaisis Agglo, un établissement public de coopération intercommunale (EPCI) à fiscalité propre créé fin 2001 sous la dénomination de communauté d'agglomération du Douaisis (CAD) et auquel la commune avait transféré un certain nombre de ses compétences, dans les conditions déterminées par le code général des collectivités territoriales.

### Tendances politiques et résultats
Lors du second tour des élections municipales de 2014 dans le Nord, où le maire sortant Jacques Vernier (UMP) ne se représentait pas, la liste PS menée par Frédéric Chereau  — qui bénéficiait de la fusion avec la liste Front de gauche du premier tour — obtient la majorité des voix, avec 6 505 voix (45,91 %, 32 conseillers municipaux élus dont huit communautaires), devançant largement celles menées respectivement par, :
- Françoise Prouvost  (UMP, fusionnée avec la liste DVD du 1er tour, 5 076 voix, 35,83 %, sept conseillers municipaux élus dont deux communautaires) ;
- Guy Cannie (FN, 2 585 voix (18,24 %), quatre conseillers municipaux élus dont 1 communautaire.

Lors de ce scrutin, 47,19 % des électeurs se sont abstenus.
Lors du second tour des élections municipales de 2020 dans le Nord,, la liste UG (PS-EÉLV-PCF) menée par le maire sortant Frédéric Chéreau obtient la majorité des suffrages exprimés, avec 3 339 voix (41,33 %, 28 conseillers municipaux élus dont quatorze communautaires), devançant largement celles menées respectivement par, :
- Coline Craeye[66] (DVC-LREM, 2 450 voix, 30,33 %, six conseillers municipaux élus dont trois communautaires) ;
- Thibaut François (RN, 1 178 voix, 14,58 %, trois conseillers municipaux élus dont un communautaire) ;
- François Guiffard (DVG, 1 110 voix, 13,74 %, deux conseillers municipaux élus dont un communautaire).

Lors de ce scrutin marqué par la pandémie de Covid-19 en France, 68,58 % des électeurs se sont abstenus.

### Administration municipale
Compte tenu de la population de la ville, son conseil municipal est constitué de 39 membres, y compris le maire et ses adjoints.

### Politique locale
Jean-Jacques Delille, adjoint au maire de Douai sous Jacques Vernier, président de la communauté d'agglomération du Douaisis, président du Syndicat mixte des transports du douaisis (SMTD) a été soupçonné de favoritisme dans le projet du Tramway de Douai. Malgré des faits « constitués », Jean-Jacques Delille ne sera pas jugé, les faits étant prescrits.
En période de crise sanitaire et après sa réélection de 2020, Frédéric Chéreau s'octroie une augmentation de ses indemnités de 1 872,35 € bruts mensuels. Bien que légale, cette décision a été vivement dénoncée par l'opposition.

### Liste des maires

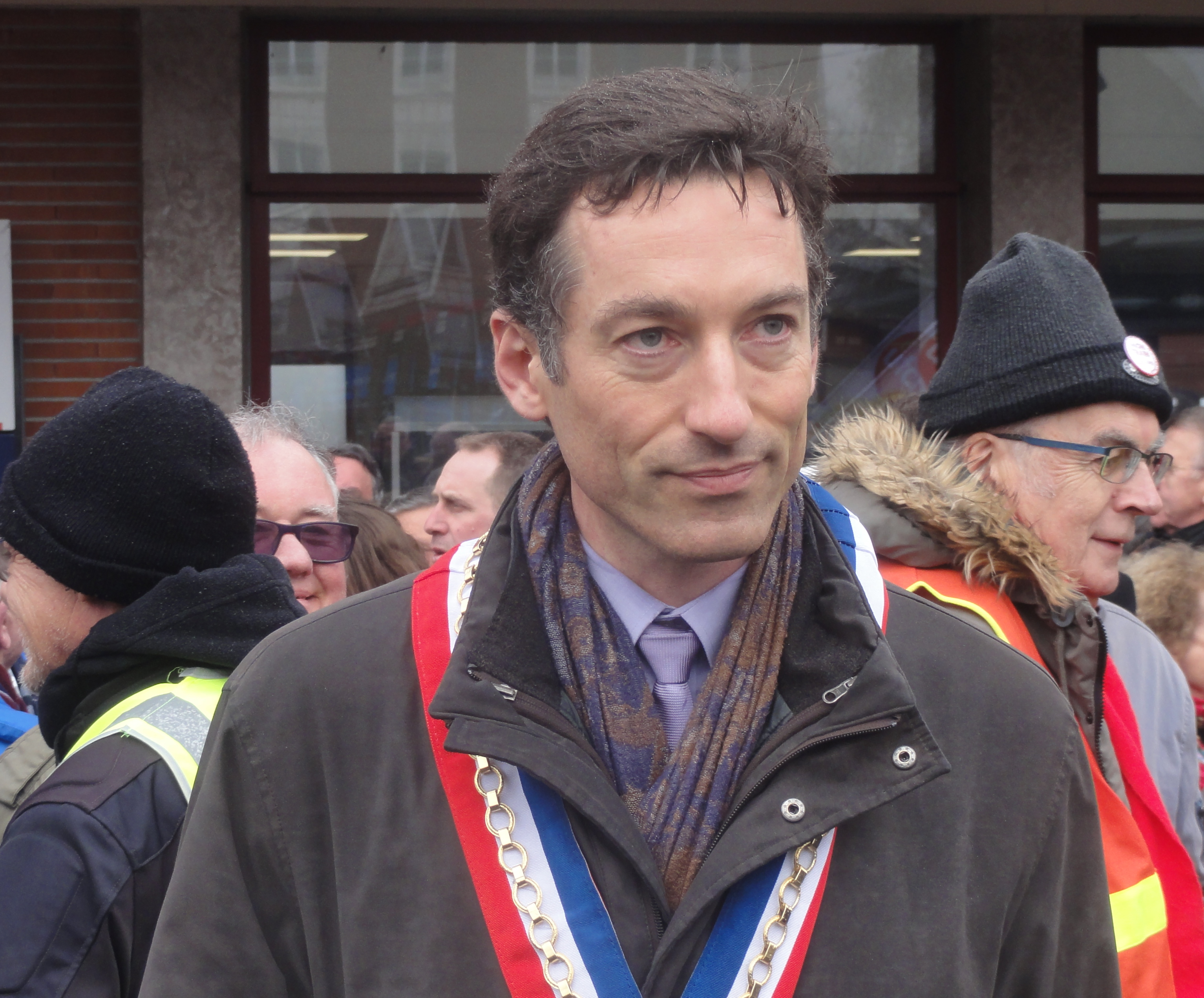
Frédéric Chéreau lors de la manifestation contre la suppression des dessertes TGV en gare de Douai du 2 mars 2019.

| Période        | Période                      | Identité         | Étiquette                       | Qualité |
| -------------- | ---------------------------- | ---------------- | ------------------------------- | --- |
| septembre 1944 | novembre 1950                | Paul Phalempin   | DVG Soc.ind.                    | Avocat, ancien bâtonnier du tribunal de Douai Résistant Front national des juristes Décédé en fonction |
| décembre 1950  | mars 1959                    | André Canivez    | SFIO                            | Professeur de mathématiques Sénateur du Nord (1948 → 1958) Conseiller général de Douai-Sud-Ouest (1945 → 1967) |
| mars 1959      | mars 1965                    | Georges Sarazin, | UNR                             | Ingénieur Député du Nord (15e circ.) (1958 →1962) |
| mars 1965      | mars 1983                    | Charles Fenain,  | Soc.aut. puis Soc.ind. puis DVD | Cadre des houillères de Douai, ancien résistant |
| mars 1983      | avril 2014                   | Jacques Vernier  | RPR puis UMP → LR               | Polytechnicien, ingénieur des mines Député européen (1984 → 1993) Député du Nord (17e circ.) (1993 → 1997) Conseiller régional du Nord-Pas-de-Calais (1983 → 1990 et 1998 → 2015) Président de la CA du Douaisis (2002 → 2005) Vice-président de la CA du Douaisis (2005 → 2014) |
| avril 2014     | En cours (au 5 juillet 2020) | Frédéric Chéreau | PS-DVG                          | Fonctionnaire territorial Conseiller régional du Nord-Pas-de-Calais (2011 → 2015) Réélu pour le mandat 2020-2026 |

### Distinctions et labels
Douai est classée ville d'art et d'histoire.

### Jumelages
| Ville | Ville                       | Pays | Pays         | Période                |
| ----- | --------------------------- | ---- | ------------ | ---------------------- |
|       | Borough londonien de Harrow |      | Royaume-Uni  |                        |
|       | Dédougou                    |      | Burkina Faso | depuis 2003            |
|       | Kenosha                     |      | États-Unis   |                        |
|       | Puławy                      |      | Pologne      | depuis le 1er mai 2004 |
|       | Recklinghausen              |      | Allemagne    | depuis 1965            |
|       | Seraing                     |      | Belgique     |                        |

## Équipements et services publics

### Enseignement

#### Historique de l'Académie de Douai
En 1808, lors de la création des académies par l'empereur Napoléon Ier, le siège du rectorat est installé à Douai. En 1854, sont ajoutées aux départements du Nord et du Pas-de-Calais, la Somme, les Ardennes et l'Aisne. En 1887, l'université et le rectorat sont transférés à Lille. Auguste Couat y est nommé avec le titre de « Recteur de l'académie de Douai-Lille » tandis que la devise originelle est conservée : « Universitas insulensis olim duacencis ».
- En 1962, l'Aisne et les Ardennes sont rattachées à l'académie de Reims nouvellement créée.
- En 1964, la Somme et l'Aisne font partie avec l'Oise, des trois départements formant la nouvelle académie d'Amiens.
- La loi du 16 janvier 2015 prévoit que le recteur de la « région académique » de Lille préside un comité régional académique dans lequel siège le recteur d'Amiens.

|                            | Fonction | Naissance             | Décès           | Titre                                    | Remarques                 |
| -------------------------- | -------- | --------------------- | --------------- | ---------------------------------------- | ------------------------- |
| André Taranget             | 1809     | 1752 (Lille)          | 1837 (Douai)    | Docteur en médecine                      | Député aux Cinq Cents     |
| Pierre A. Gratet-Duplessis | 1827     | 1792 (Janville)       | 1853 (Paris)    |                                          | Docteur es Lettres        |
| Jean-Baptiste Martineau    | 1828     | 1789 (Saintes)        | 1832 (Toulouse) | Agrégé de Lettres classiques             | Docteur es Lettres        |
| Pierre A. Gratet-Duplessis | 1830     | 1792 (Janville)       | 1853 (Paris)    |                                          | Docteur es Lettres        |
| Louis Camaret              | 1842     | 1795 (Assérac)        | 1860 (Paris)    |                                          | Docteur es Lettres (1831) |
| Intérim                    | 1846     | Henri François Braive |                 | recteur de Corse                         |                           |
| Intérim                    | 1847     | Adrien Vincent        |                 | IA du Nord                               |                           |
| Intérim                    | 1847     | Henri François Braive |                 | recteur de Corse                         |                           |
| Louis Camaret              | 1849     | 1795 (Assérac)        | 1860 (Paris)    |                                          | Docteur es Lettres (1831) |
| Achille François           | 1852     | 1809 (Crécy)          | 1865 (Paris)    | Agrégé d'Histoire (1836)                 | Docteur es Lettres        |
| Jean Jacques Guillemin     | 1854     | 1814 (Curel)          | 1870 (Nancy)    | ENS, Agrégé d'Histoire (1844)            | Docteur es Lettres        |
| Jules Augustin Fleury      | 1865     | 1812 (Paris)          | 1887 (Douai)    | ENS, Agrégé d'Histoire (1835)            | Docteur es Lettres        |
| Henry François Ouvré       | 1878     | 1824 (Orléans)        | 1890 (Bordeaux) | ENS, Agrégé d'Histoire (1847)            | Docteur es Lettres        |
| Pierre Foncin              | 1879     | 1838 (Paris)          | 1904 (Paris)    | ENS, Agrégé d'Histoire (1863)            | Docteur es Lettres        |
| Désiré Nolen               | 1881     | 1841 (Limoges)        | 1916 (Paris)    | ENS, Agrégé de philosophie (1863)        | Docteur es Lettres        |
| Auguste Couat              | 1887     | 1846 (Toulouse)       | 1898 (Bordeaux) | ENS, Agrégé de Lettres classiques (1869) | Docteur es Lettres        |

#### Écoles maternelles
La ville de Douai possède douze écoles maternelles, dont l'Institution Saint-Jean.

#### Écoles primaires
La ville de Douai possède quatorze écoles primaires.

#### Collèges
Douai possède sept collèges.

#### Lycées
- Le lycée Jean-Baptiste-Corot de Douai est l'héritier de Downside, un ancien collège de moines bénédictins anglais, chassés d'Angleterre par la réforme anglicane (de 1536 à 1540), Thomas Cromwell ayant supprimé tous les monastères à cette époque.
- Le lycée Albert-Châtelet, créé en 1802, est l'un des sept lycées de première génération créé par le Consulat[78],[79],[80].
- Le lycée Edmond-Labbé, créé en 1959, est un lycée général et technique situé rue Bourseul, près du faubourg de Béthune.
- L'Institution Saint-Jean, école privée catholique, accueille les élèves de la maternelle jusqu'aux classes préparatoires HEC. Ses classes prépas ont une renommée nationale.
- Le LEGTA de Douai-Wagnonville occupe le site d'un ancien château à Wagnonville et les bâtiments de l'ancienne université en centre-ville.
- Le lycée-internat d'excellence de Douai, créé en 2010 sur une partie de l'ancien site de l'École normale de garçons.

#### Enseignement supérieur
- Le lycée Albert-Châtelet comporte des classes préparatoires scientifiques (BCPST 1 et 2, PCSI, MPSI, PC, PSI et MP) et littéraires (hypokhâgne et khâgnes B/L et A/L).
- L'Université d'Artois, héritière de l'Université de Douai créée en 1562, a son pôle de sciences juridiques et politiques situé à Douai depuis septembre 1993.
- L'École nationale supérieure des techniques industrielles et des Mines de Douai depuis 1878 : École des mines de Douai. Membre de l'Institut Mines-Télécom, elle fait partie des grandes écoles d'ingénieurs française. Elle portait le nom d'IMT Lille Douai depuis sa fusion avec Télécom Lille en 2017, puis est devenue l'IMT Nord Europe à partir de septembre 2021.
- L'Institut national supérieur du professorat et de l'éducation de l'académie de Lille a l'un de ses centres à Douai, dans les locaux des anciennes Écoles normales d'instituteurs (filles et garçons).

Héritier des écoles normales dont l'origine remonte à 1834, le site est aujourd'hui toujours en activité pour préparer le concours de professeur des écoles, en lien avec les réalités du terrain. Son excellence pédagogique lui permet d'obtenir régulièrement les meilleurs résultats de l'académie.
- DBS - Douai Business School, École supérieure de vente industrielle internationale. Créée en 1991 par la Chambre de commerce et d'industrie de Douai. L'école répond aux besoins des entreprises locales, régionales et internationales d'embaucher des commerciaux avec de réelles compétences techniques. Elle est actuellement[Quand ?] gérée par la Chambre de commerce et d'industrie du Grand Lille[82].
- L'Institution Saint-Jean accueille des classes préparatoires (voie ECS et ECE) depuis 1988, ses résultats lui ont permis de figurer en tête des classements nationaux à plusieurs reprises.

### Petite enfance
Douai possède huit crèches.

### Santé
- Hôpital de Douai, construit en 1970, puis reconstruit en 2008.
- clinique saint Amé construite en 1998 offrant des prises en charge chirurgicales ( viscérales, orthopédiques, urologiques, ORL, ophtalmologiques) , médicale ( medecine générale) , une maternité et un service d’urgence 24/24

## Population et société

### Démographie

#### Évolution démographique
L'évolution du nombre d'habitants est connue à travers les recensements de la population effectués dans la commune depuis 1793. Pour les communes de plus de 10 000 habitants les recensements ont lieu chaque année à la suite d'une enquête par sondage auprès d'un échantillon d'adresses représentant 8 % de leurs logements, contrairement aux autres communes qui ont un recensement réel tous les cinq ans,.

En 2022, la commune comptait 39 833 habitants, en évolution de +0,44 % par rapport à 2016 (Nord : +0,51 %, France hors Mayotte : +2,11 %).
| 1793   | 1800   | 1806   | 1821   | 1831   | 1836   | 1841   | 1846   | 1851   |
| ------ | ------ | ------ | ------ | ------ | ------ | ------ | ------ | ------ |
| 17 855 | 18 230 | 18 461 | 18 854 | 18 793 | 19 173 | 23 203 | 20 483 | 20 528 |

| 1856   | 1861   | 1866   | 1872   | 1876   | 1881   | 1886   | 1891   | 1896   |
| ------ | ------ | ------ | ------ | ------ | ------ | ------ | ------ | ------ |
| 22 819 | 24 486 | 24 105 | 23 841 | 26 999 | 29 172 | 30 030 | 29 909 | 31 397 |

| 1901   | 1906   | 1911   | 1921   | 1926   | 1931   | 1936   | 1946   | 1954   |
| ------ | ------ | ------ | ------ | ------ | ------ | ------ | ------ | ------ |
| 33 649 | 33 247 | 36 314 | 34 131 | 38 627 | 41 598 | 42 021 | 37 258 | 43 380 |

| 1962   | 1968   | 1975   | 1982   | 1990   | 1999   | 2006   | 2011   | 2016   |
| ------ | ------ | ------ | ------ | ------ | ------ | ------ | ------ | ------ |
| 47 639 | 49 187 | 45 239 | 42 576 | 42 175 | 42 796 | 42 766 | 41 915 | 39 657 |

| 2021   | 2022   | - | - | - | - | - | - | - |
| ------ | ------ | - | - | - | - | - | - | - |
| 39 648 | 39 833 | - | - | - | - | - | - | - |

#### Pyramide des âges
La population de la commune est relativement jeune.
En 2018, le taux de personnes d'un âge inférieur à 30 ans s'élève à 40,7 %, soit au-dessus de la moyenne départementale (39,5 %). À l'inverse, le taux de personnes d'âge supérieur à 60 ans est de 23,4 % la même année, alors qu'il est de 22,5 % au niveau départemental.
En 2018, la commune comptait 19 472 hommes pour 20 162 femmes, soit un taux de 50,87 % de femmes, légèrement inférieur au taux départemental (51,77 %).
Les pyramides des âges de la commune et du département s'établissent comme suit.
| Hommes | Classe d’âge | Femmes |
| ------ | ------------ | ------ |
| 0,6    | 90 ou +      | 1,7    |
| 5,4    | 75-89 ans    | 9,5    |
| 13,5   | 60-74 ans    | 16,1   |
| 17,6   | 45-59 ans    | 17,8   |
| 19,5   | 30-44 ans    | 16,9   |
| 24,9   | 15-29 ans    | 21,8   |
| 18,6   | 0-14 ans     | 16,3   |

| Hommes | Classe d’âge | Femmes |
| ------ | ------------ | ------ |
| 0,5    | 90 ou +      | 1,4    |
| 5,3    | 75-89 ans    | 8,1    |
| 14,8   | 60-74 ans    | 16,2   |
| 19,1   | 45-59 ans    | 18,4   |
| 19,5   | 30-44 ans    | 18,7   |
| 20,7   | 15-29 ans    | 19,1   |
| 20,2   | 0-14 ans     | 18     |

### Manifestations culturelles et festivités

#### Les fêtes de Gayant

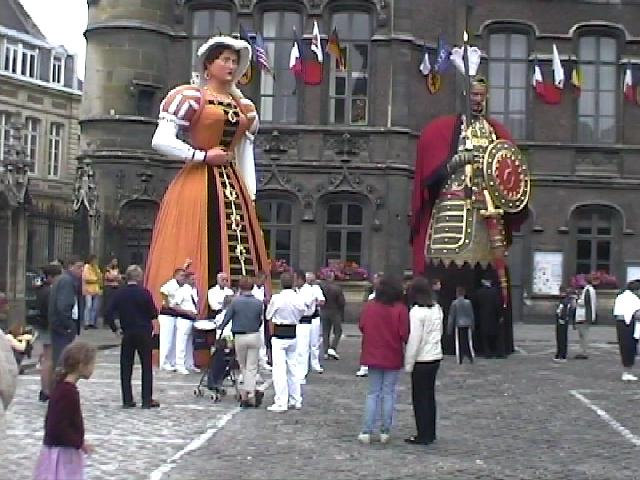
Géants de Douai - Monsieur et Madame Gayant.

Les fêtes de Gayant se déroulent traditionnellement à Douai le premier week-end suivant le 5 juillet, du samedi au lundi. Les fêtes de Gayant correspondent à la sortie annuelle des géants de la ville : Monsieur Gayant, Madame Gayant (aussi connue sous le nom de Marie Cagenon) ainsi que leurs trois enfants Jacquot, Fillon et Binbin. Monsieur Gayant mesure 8,50 m et pèse 370 kg, il est porté par 6 hommes. Marie Cagenon mesure 6,25 m et pèse 250 kg, elle est, elle aussi, portée par 6 hommes. Jacquot mesure dans les trois mètres et est porté par un homme, Fillon 2,80 m et Binbin 2,20 m. La procession de la famille Gayant est accompagnée d'une fête populaire où se produisent régulièrement des groupes de musique, des fanfares et des artistes de rue. Pour cette occasion, une fête foraine a lieu depuis une centaine d'années sur la place du Barlet. Dans de nombreuses entreprises du Douaisis le lundi, dit «lundi de Gayant», est chômé.
Gayant est un des plus anciens géants puisque son existence remonte à 1530. Les enfants apparaissent au début du XVIIIe siècle. Mais, interdite par l'Église en 1770, la famille ne réapparaîtra qu'en 1801.
En 2005, les Gayant acquièrent une reconnaissance mondiale. En effet, l'Unesco a proclamé patrimoine culturel immatériel de l'humanité les Géants et dragons processionnels de Belgique et de France.
L'Unesco précise que les processions traditionnelles d'effigies de géants, d'animaux ou de dragons recouvrent un ensemble original de manifestations festives et de représentations rituelles. Apparues à la fin du XIVe siècle dans les processions religieuses de nombreuses villes européennes, ces effigies ont conservé un sens identitaire pour certaines villes de Belgique (Ath, Bruxelles, Termonde, Malines et Mons) et de France (Cassel, Douai, Pézenas et Tarascon) où elles restent des traditions vivantes.
Les autres géants de Douai sont Roselyne, Kevin, Tanguy le Marinier, Louis Cinse, Marie Coron, Dark Vador, Padmé et Martin l'Instituteur.

### Sports
- Le Douaisis Agglo Water-Polo est une équipe de water-polo évoluant au plus haut niveau du Championnat de France.
- Le Sporting Club de Douai est un club de football d'envergure régionale, mais ayant évolué en Deuxième division après-guerre.
- Le Douai Gayant Futsal évolue en deuxième division nationale pour la saison 2017-2018. ( club ayant déménagé puis disparu )
- Le Douai Hockey Club (hockey sur gazon et en salle) évolue en Élite masculine (les deux sections).
- Le CED, Cercle d'Escrime de Douai, place régulièrement ses jeunes compétiteurs sur les podiums (régional, France et mondiaux).
- Douai possède un tennis club. Il accueillait jusqu'en 2000 le tournoi ITF Future de Douai dont le dernier gagnant (2000) est Ivo Karlović.
- Les Douai du Bad est un club de badminton

### Vie militaire

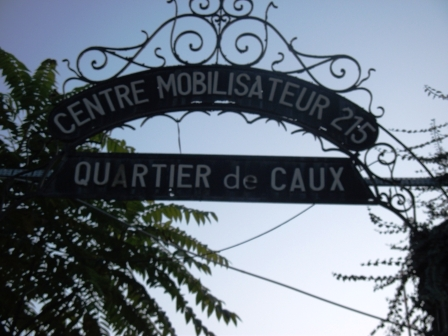
La caserne Caux.

Plusieurs unités militaires ayant été en garnison à Douai :
- 27e régiment d'artillerie, 1906 ;
- 58e régiment d'artillerie ;
- 15e régiment d'artillerie de campagne, (avant) 1906 - 1914 ;
- 41e régiment d'artillerie de campagne, 1914 ;
- 15e régiment d'artillerie divisionnaire, 1939 - 1940 ;
- 9e régiment de cuirassiers, 1914 ;
- 43e régiment d'infanterie, 2002 - 2005, implantation sur deux villes (Lille et Douai) ;
- 6e régiment de commandement et de soutien, jusqu'à juin 2010 ;
- le centre mobilisateur 215 à la caserne Caux est fermé depuis l'an 2000 ;
- état major de la brigade de transmissions et d'appui au commandement, depuis juillet 2010-2016.

Deux unités sont encore présente à Douai :
- 41e régiment de transmissions, installé en juin 2010 ;
- 8e Régiment du Matériel, 12e Groupement Multi-Technique (GMT) ;

Arsenaux : ;
- fonderie de canons ;
- arsenal.

### Médias
Plusieurs journaux ont été ou sont toujours publiés à Douai :
- Journal de Douai en 1864[88] ;
- La petite Gazette de Douai en 1877[89] ;
- Douai-sportif à partir de 1925[90] ;
- L'Écho de Douai : journal de la propagande républicaine dans l'arrondissement de Douai en 1887[91] ;
- L'Observateur du Douaisis ;
- FG Reportages
- La Voix du Nord.

### Cultes
La ville dispose de lieux de cultes de diverses religions : 

#### Catholique
- Collégiale Saint-Pierre, rue du Clocher Saint-Pierre.
- Église Saint-Jacques, Parvis de Monseigneur Génie.
- Église Notre-Dame, Terrasse Notre-Dame.
- Église Notre-Dame-d'Espérance, rue de l'Église de Dorignies.
- Église du Sacré-Cœur et Notre-Dame-de-Pellevoisin, rue du Faubourg de Paris.
- Église Notre-Dame-du-Sacré-Cœur, rue Marguerite de Flandre au Frais-Marais.
- Église Sainte-Thérèse, rue de Cuincy.
- Chapelle de l'ancien couvent des Chartreux, Chartreuse Saints-Joseph-et-Morand, rue des Chartreux.
- Chapelle de l'ancien Hôtel-Dieu, avenue des Potiers.
- Chapelle du Lycée Corot, rue Saint-Benoit.
- Chapelle Sainte-Clotilde des Sœurs de la Sainte-Union, rue du Gouvernement.
- Chapelle Saint-Joseph, rue Louis Chappuy à la Templerie.
- Chapelle de la maison de retraite, avenue du Maréchal Leclerc.
- Chapelle de la rue de l'Arbre Sec.

#### Protestant
- Temple protestant de Douai, Église réformée membre de l'Église protestante unie de France, inauguré en 1901 rue de l'Hippodrome.
- Église évangélique baptiste, avenue du Maréchal Leclerc.
- Église La Source, 420 rue Léo Lagrange, constituée en association loi 1905 depuis 1979, membre de la Fédération des Églises du Plein Évangile en Francophonie (FEPEF) et membre du Conseil National des Évangéliques de France (CNEF).
- Église évangélique, boulevard Jeanne d'Arc.
- Communauté Évangélique Protestante, rue Marceline.

#### Judaïsme
- ACI, rue Victor Hugo.

#### Islam
- Mosquée de Douai, rue d'Albergotti.

## Économie
La ville a été marquée par plusieurs entreprises : 
- Verrerie de Bacquehem fondée en 1788 par Charles-Alexandre-Joseph de Bacquehem qui deviendra les verreries Chartier ;
- Verrerie Chappuy fondée en 1842 ;
- maison d'arrêt de Douai.

### Grandes entreprises implantées à Douai
Autrefois siège des Houillères du Nord-Pas-de-Calais (HBNPC), Douai a dû se reconvertir dans les années 1980, notamment avec l'implantation d'une usine Renault et de l'Imprimerie nationale.
- Automobile (Renault, Usine Georges-Besse située à Cuincy) : Usine d'assemblage Renault Douai spécialisée dans la production intégrale de la Renault Scénic III, le site a perdu l'assemblage de la Renault Mégane IV maintenant assemblée en Espagne. Le site se prépare pour l'assemblage de véhicules électriques[92].
- Métallurgie (emboutissage de pièces automobiles) : activité des anciens Établissements Arbel devenu Oxford Automotive puis Wagon Automotive usine située boulevard Faidherbe
- Matériel roulant ferroviaire : activité des anciens établissements Arbel qui s'appelleront Arbel Fauvet Rail après leur fusion avec les établissements Fauvet Girel, depuis 2010, ce qui reste de cette industrie est devenue filiale d'un groupe indien Titagarh Wagons Limited
- Imprimerie : l'Imprimerie nationale est installée à Flers-en-Escrebieux depuis 1974.
- Produits chimiques

Douai possède une antenne territoriale de la chambre de commerce et d'industrie Grand Lille : elle gère le port fluvial de Douai.
En septembre 2006, l'implantation d'un centre d'appels téléphonique près de Gayant Expo (duacom - groupe allemand Bertelsmann), employant plus de trois cents salariés, permet à Douai de s'ouvrir au monde des services. Cette implantation s'inscrit dans le cadre d'un projet politique engageant le groupe Vivendi (propriétaire de SFR dont est géré une partie du service clients à Douai) à créer trois cents emplois dans cette ville moyennant un crédit d'impôts de deux milliards d'euros (accord conclu entre Vivendi et Nicolas Sarkozy, alors ministre des finances). Nicolas Sarkozy a d'ailleurs visité cette société lors de sa campagne présidentielle en 2007.
Comme beaucoup de villes de taille moyenne, Douai-centre traverse, depuis 2008, une crise des commerces face à une rude concurrence des centres commerciaux en périphérie.

## Culture locale  et patrimoine
(mars 2016).

### Lieux et monuments
Douai conserve des vestiges de son passé militaire, par ses fortifications (porte de Valenciennes, porte d'Arras, tour des Dames), mais aussi son arsenal, sa fonderie de canons, ses casernes.

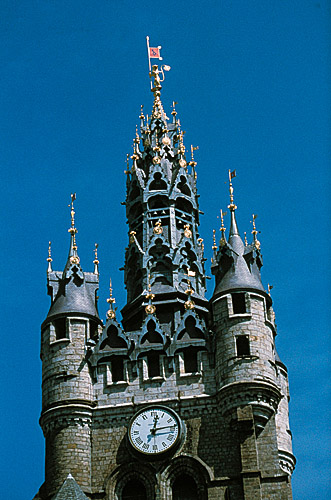
Le Beffroi de Douai abrite le carillon.

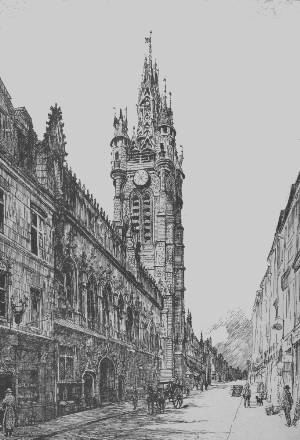
Le beffroi, gravure du XIXe siècle.

- Le beffroi : 
Le beffroi de Douai, édifice de 54 m, commencé au XIVe siècle, cache en son clocher un impressionnant carillon de soixante-deux cloches. En 2005, avec vingt-deux autres beffrois du Nord-Pas-de-Calais et de Picardie, (ainsi qu'un en Belgique), le Comité du patrimoine mondial, désigné par l'assemblée générale de l'UNESCO, l'inscrit sur la Liste du patrimoine mondial, au sein du groupe des Beffrois de Belgique et de France. À noter qu'au même moment sont classés au patrimoine culturel immatériel de l'humanité, les géants de Douai, la famille Gayant.

Le beffroi de Douai a été représenté par Jean-Baptiste-Camille Corot en 1871 dans un tableau qui se trouve actuellement au Musée du Louvre (voir liste des tableaux de Camille Corot). Victor Hugo a décrit le beffroi, l'a admiré et l'a dessiné.
- Les fortifications : 

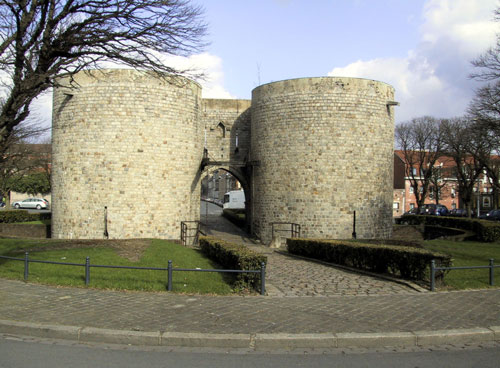
La porte d'Arras de Douai.

L'état général est à découvrir sur le plan relief du XVIIe exposé au musée de la Chartreuse. Seuls quelques vestiges ont échappé au démantèlement des remparts de la ville décidé en 1891.
La Porte de Valenciennes, autrefois appelée porte Notre-Dame, a été construite en 1453 en grès. Comme le Palais de Justice, la porte de Valenciennes s'inscrit dans le style gothique pour l'une de ses faces et dans le style classique (XVIe siècle) pour l'autre, très courant à l'époque.
La Porte d'Arras, généralement datée du début du XIVe siècle, est constituée d'un châtelet à deux tours rondes en grès flanquant le passage d'entrée.

La Tour des Dames est une tour ronde faisant partie de l'enceinte XIIIe. Elle date de 1425 et est bâtie en grès. Elle se trouve dans un parc du même nom agrémenté d'un plan d'eau.
Les ouvrages disparus sont les suivants : la porte Saint-Eloy (ou de Paris), la porte d'Esquerchin (ou porte de Béthune), la porte d'Ocre (ou d'Ocq), la porte de Lille (ou porte Morel), l'ouvrage d'entrée et celui de la sortie des eaux de la Scarpe.
- Collégiale Saint-Amé

- Couvent des Franciscains : 
Lors du creusement d'une tranchée (décaissement de 60 cm) le jeudi 1er mars 2007, un squelette a été mis au jour Place du Général de Gaulle. Cette découverte corrobore des plans conservées aux archives et les fondations retrouvées du couvent des Franciscains Ordre des frères mineurs détruit à la Révolution. Des centaines d'autres squelettes reposent sous le couvent. Pour ne pas bloquer les travaux du tramway l'ensemble est protégé par un revêtement textile particulier afin de laisser ces vestiges aux générations futures d'archéologues.
- Abbaye des Prés de Douai

- Maison Notre-Dame de Douai

- Prieuré Saint-Grégoire de Douai

- Palais de Justice : 
Construit à l'emplacement du refuge de l'abbaye de Marchiennes (appelée aussi Grand Constantin) dont il occupe encore certains bâtiments, le palais de justice abrite la cour d'appel de Douai, la cour d'assises du Nord ainsi que le tribunal de grande instance. Refuge de l'abbaye de Marchiennes et, par la suite, siège du Parlement de Flandres (1714), le monument a subi de nombreux remaniements de 1715 à 1790. La façade donnant sur la Scarpe est un héritage de l'art gothique où l'on peut encore admirer les ogives. La cour intérieure date du XVIIIe siècle (néo-classicisme).
Le principal témoignage de la naissance de la ville judiciaire est la Grand'Chambre aménagée à partir de 1762.

- Hôtel d'Aoust :
Situé 50, rue de la Comédie, derrière sa façade de style Louis XV siège depuis 1999 la cour administrative d'appel.

La façade sur cour est ornée de statues allégoriques évoquant les quatre saisons.
- Hôtels particuliers :
  - L'Hôtel du Dauphin : situé sur la place d'Armes, il est maintenant le siège de l'office de tourisme de Douai, construit en 1754 par l'architecte M. de Montalay[95].
  - L'Hôtel Romagnant : situé en face de la Fonderie de canons (Douai), il fut la résidence de Jean-Baltazar Keller, commissaire ordinaire des fontes de l'artillerie de France, qui, nommé par Louvois, choisit le site et créa la fonderie de canon de Douai. Il y vécut du 10 mars 1679 à 1702.
L'hôtel doit son nom à un précédent propriétaire, François de Romaignant, autour de 1568[96],[97].
  - L'Hôtel de la Tramerie : daté de 1649 au 20, rue des Foulons ancien hôtel de Goy, des seigneurs d'Auby puis de la Tramerie, des seigneurs du Forest et d'Auby[98],[99].
- Fonderie de canons

- Champ d'aviation de la Brayelle

- Monument aux morts, œuvre de Alexandre Descatoire

### Patrimoine environnemental
- Parc Charles-Bertin :
  - 1892 : la ville de Douai décide du projet de jardin sur les terrains rendus libres par le démantèlement des fortifications à l'Est de la Place du Barlet.
  - Monsieur Pépe, architecte de la ville, et Armand Morlet paysagiste lillois participent au projet.
  - 22 octobre 1894 : les travaux sont attribués et Victor Bérat, paysagiste, dirige et coordonne les travaux à partir de 1895.
  - 6 juillet 1899 : réception des travaux.

Le parc porte le nom de Charles Bertin, maire de Douai de 1896 à 1919.
Le parc fait six hectares et est planté de 13 747 arbustes, de 1 176 arbres de 50 espèces dont 27 grands arbres (Ginkgo biloba Pterocarya du Caucase). Un lac est alimenté en eau par forage et pompage alors qu'avant les bombardements de la guerre, l'eau était prélevée directement dans la Scarpe
- Parc du Rivage Gayant :
L'ancien port charbonnier des HBNPC a été transformé en parc de 21 hectares dont 5 de plan d'eau. Il est ouvert au public depuis l'été 2000. C'est une zone naturelle comportant plus de 7 300 végétaux ainsi que des oiseaux rares.
- Parc de la Tour des Dames : 
C'est un parc paysager établi autour des vestiges des fortifications dont une tour de ronde en grès construite vers 1425. Il est composé d'un plan d'eau de 4 300 m².
- Parc Charles-Fenain : 
Les lieux étaient autrefois occupés par des bénédictins anglais. Le parc fait quinze hectares dont 9 000 m² de plan d'eau. Il comporte plus de 3 000 arbres et arbustes.
- Domaine de La Chaumière : 
70 hectares de forêt pour la protection des eaux souterraines de la vallée de l'Escrebieux.

- Réserve naturelle régionale du marais de Wagnonville

- Aquarium

- Quai Desbordes :

Le quai Desbordes faisant face à l'ancien parlement de Flandres et au palais de justice abrite une belle maison de 1926.

### Patrimoine culturel
- La bibliothèque de Douai : 
La bibliothèque municipale de Douai a été fondée en 1767 par Louis XV. La bibliothèque aux XVIIIe et XIXe siècles était destinée aux chercheurs et aux étudiants. Lors de la Seconde Guerre mondiale, elle a été brulée lors des bombardements. Elle était dans le temps située tout près de la gare. La bibliothèque Marceline Desbordes-Valmore a été déplacée en 1955 au 117, rue de la Fonderie.
La réserve patrimoniale est un magasin contenant des manuscrits rares, il existe plusieurs magasins dans la bibliothèque. De nombreux manuscrits anciens sont des confiscations. Les manuscrits douaisiens peuvent être regardés sur Internet, sur le site

www.enluminures.culture.fr/. La Bibliothèque accueille aussi des expositions.
Le catalogue des ouvrages (hors manuscrits) est consultable sur le site Internet : https://www.bm-douai.fr
- Musée de la Chartreuse : 
Édifié par Jacques d'Abancourt en style renaissance, pierre et brique, sur l'emplacement de la maison du « Colombier », l'hôtel d'Abancourt (1559) avec sa tour ronde fut agrandi en 1608 par Jean de Montmorency qui construisit en équerre un bâtiment dans le même style avec une tour carrée. Acquis en 1623 par les Prémontés de Furnes, il fut complété lors de l'installation des Chartreux au milieu du XVIIe siècle par la construction de la salle capitulaire et du petit cloître (1663), du réfectoire (1687), du bâtiment dit du prieur (1690), enfin, après le grand cloître et les cellules qui ont été démolis au XIXe siècle, de la chapelle en style jésuite non encore restaurée. Devenue bâtiment militaire à la Révolution, endommagée par les bombardements de 1944, la Chartreuse fut rachetée en 1951 par la ville pour y installer à partir de 1958 le musée des Beaux-Arts dont les bâtiments anciens avaient été détruits par la guerre en même temps que le lycée de garçons dont ils étaient voisins. Ce musée regroupe plusieurs bâtiments datant des XVIIe et XVIIIe siècles. Sur la gauche se trouve l'hôtel d'Abancourt-Montmorency construit entre 1559 et 1608 et de style Renaissance flamande.
Construite dans le style classique au début du XVIIIe siècle, l'église des Chartreux se compose d'une vaste nef et de 5 chapelles latérales. Après une campagne de restauration de six ans, l'église des Chartreux expose ses collections de sculptures et objets d'art. La nef abrite la collection de sculptures du XIXe siècle. Les cinq chapelles latérales sont consacrées à la présentation des objets d'art dont l'orfèvrerie médiévale, une série de bronzes et de terres cuites de Jean de Bologne, originaire de Douai.
Le musée de la Chartreuse organise des expositions temporaires, telle celle de Douai, d'un siècle à l'autre  en 1999 qui présenta le plan d'aménagement de la ville de Douai dressé en 1948 par les architectes Alexandre Miniac (1885-1963) et Petit, à l'initiative du secrétariat d'État à la Reconstruction.
- Musée des sciences naturelles et d'archéologie

- Musée archéologique Arkéos

- Théâtre :

- Le TANDEM Scène nationale • Hippodrome de Douai : 
La construction de l'Hippodrome de Douai autrefois appelé Cirque Municipal a été entreprise en 1903 sur la place du Barlet lors du démantèlement des fortifications de la ville. L'inauguration du bâtiment pour les fêtes de Gayant en 1904 l'inscrit de fait dans la lignée des lieux symboliques de la culture douaisienne, accueillant des cirques, des manifestations populaires, citoyennes et politiques, etc. À partir des années 1970, il prend sa vocation purement artistique avec la création d'une association nommée « Maison de la culture sans murs », rebaptisée Centre d'Animation Culturelle de Douai en 1974. Le bâtiment est inscrit à l'inventaire des Monuments Historiques en 1981.
Il fait partie aujourd'hui des sept derniers cirques en dur qui existent en France (Douai, Reims, Elbeuf, Châlons-en-Champagne, Troyes, Paris et Amiens). Doté de 3 salles (la Salle Malraux d'une capacité maximale de 705 places, la salle Obey d'une capacité de 144 places assises, le Grand studio ouvert aux résidences d'artistes), l'Hippodrome devient le premier lieu de la région à recevoir le statut de scène nationale en 1992. Le cinéma de l'Hippodrome, la salle Paul Desmarets, complète cet ensemble architectural unique.

La saison 2012-2013 marque le rapprochement de l'Hippodrome de Douai avec le Théâtre d'Arras (à l'époque « scène conventionnée théâtre et musique ») qui comptent tous deux parmi les plus beaux théâtres de la région Hauts-de-France.
À partir de 2015, la ministre de la Culture Fleur Pellerin annonce l'extension du label « Scène nationale » au Théâtre d'Arras, dont seul bénéficiait l'Hippodrome de Douai jusqu'alors.
C'est alors qu'est créé officiellement le TANDEM Scène nationale, regroupant l'Hippodrome de Douai et le Théâtre d'Arras, rassemblant un ensemble de 6 salles (dont un cirque en dur et une salle à l'Italienne) + 1 cinéma.
- Conservatoire de musique à rayonnement régional de Douai

### Divers
- La borne aux clous est l'objet d'une légende concernant le contrôle de la fidélité des seigneurs de Douai. On y aperçoit des pointes de clous mais aussi une étoile à 6 branches et diverses gravures à la pointe.

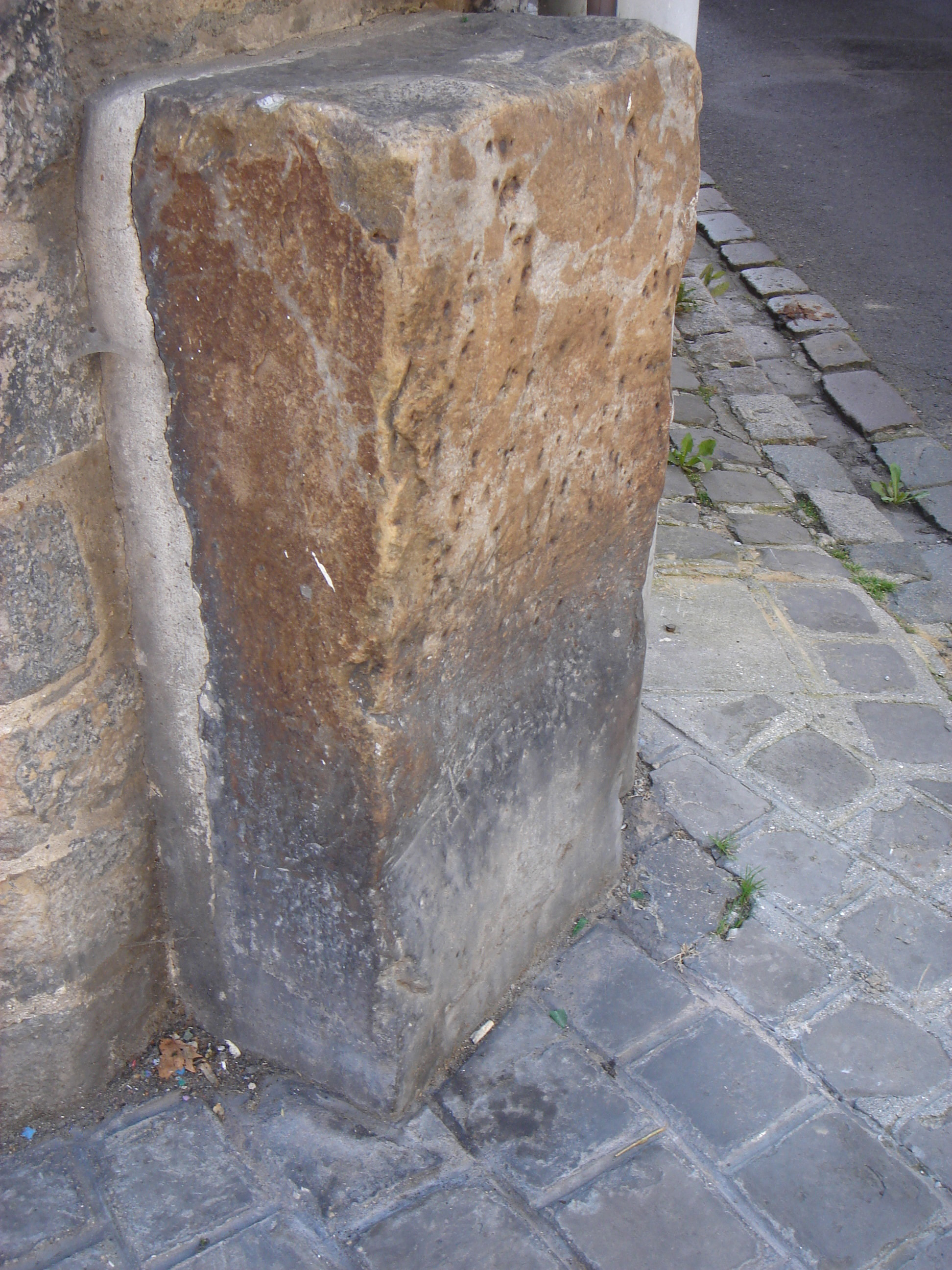
La borne aux clous à l'angle de la rue des Fransures et de la rue du Pont du Rivage.

- Villa Toriani (LE Cinatus) était un café douaisien, qui a ouvert en 1975 situé sur la Place d'Armes lieu privilégié de rencontres des jeunes et des anciens, réputé a Douai comme le point de ralliement des motards dans les années 80. Le café très populaire, fut fermé officiellement en 1994.
- Cimetière de Douai

### Nom jeté des habitants
Le nom jeté des habitants est les « ventres d'osier » (vint' d'osier en chti) en raison de la matière dont sont faits les géants locaux (la famille Gayant).[réf. nécessaire]

### Hommage
Le village de Due est un village dans l'oblast de Sakhaline qui tient son nom du cap de Due, nommé par Jean-François de La Pérouse.

## Pour approfondir